# Elefanten i kulturen

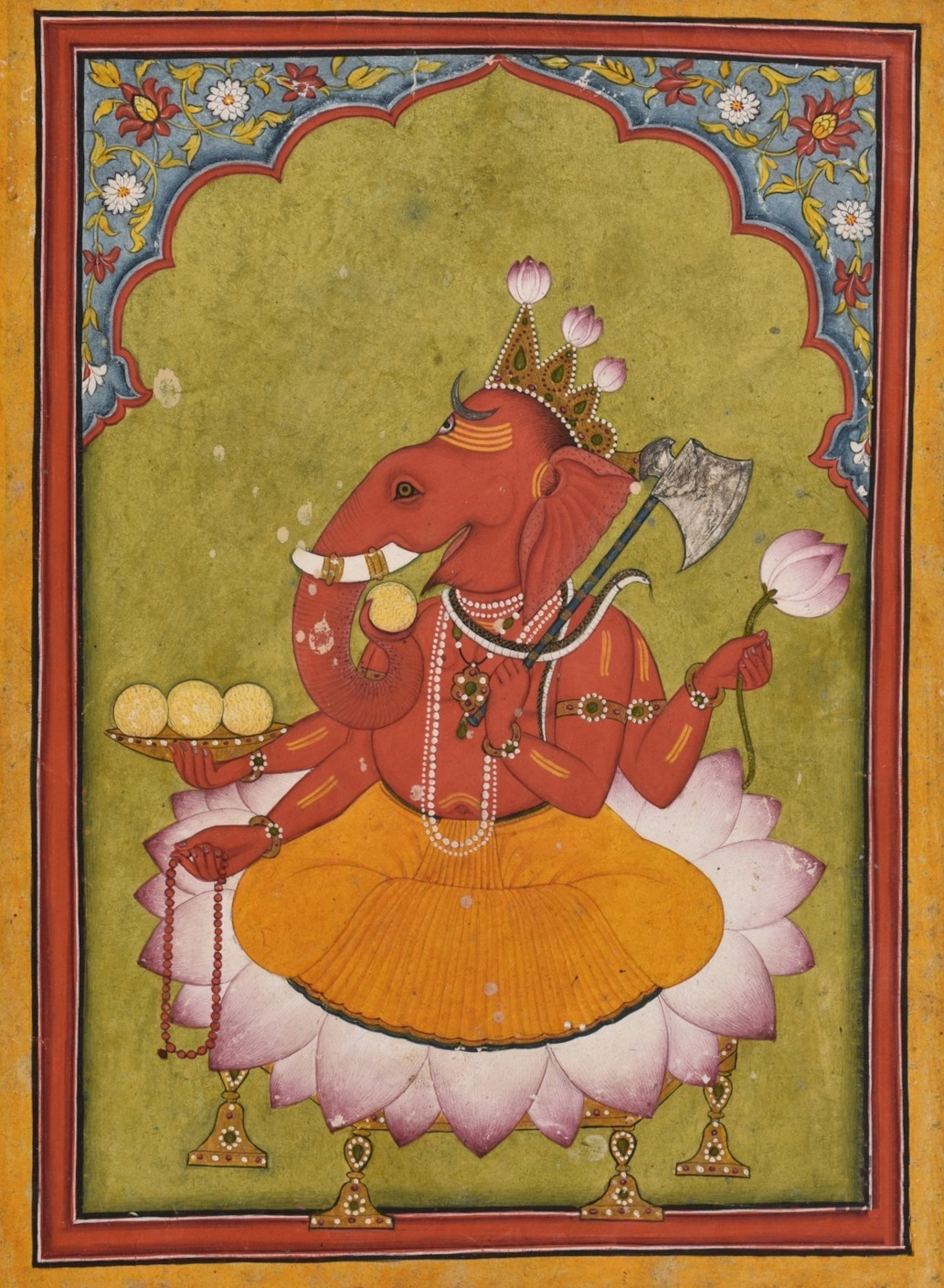
Miniatyr av elefantguden Ganesha, från Basohli, cirka 1730.

Människans relation till elefanten sträcker sig tillbaka till stenåldern, först som bytesdjur och senare även som nyttodjur. Under en period var den viktig i krigföring och senare inom underhållnings- och turistindustrin, på cirkusar och liknande. Denna relation har gjort elefanten till ett viktigt djur inom mytologi, religion och som symbol. Ända sedan stenåldern har djuret varit ett omtyckt motiv och elefanten dyker upp i måleri, skulptur, musik, litteratur och arkitektur, och förekommer ofta även i populärkulturen, i samband med ordstäv, logotyper och på film och TV.

## Religion, mytologi och filosofi

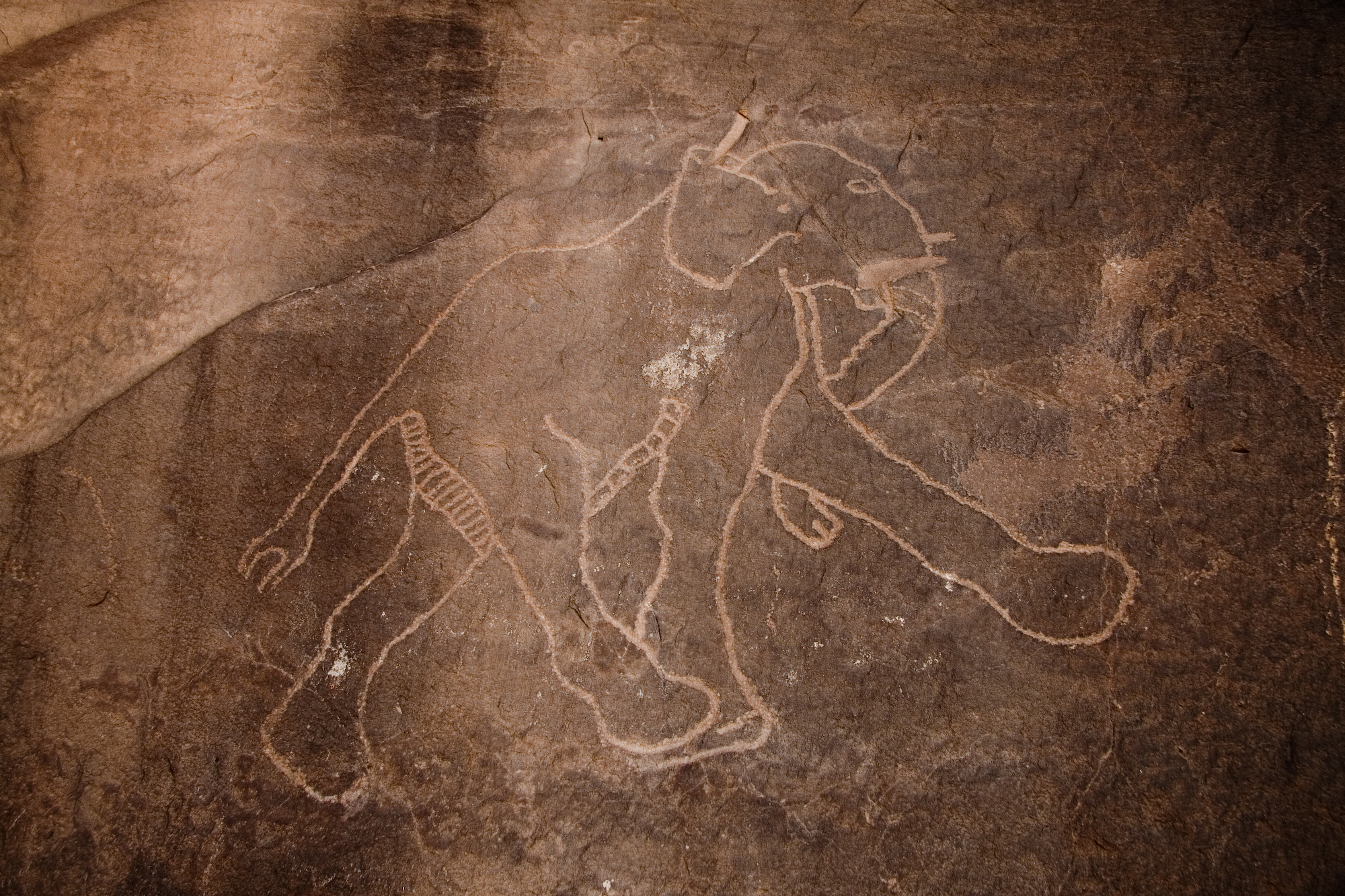
En uthuggen bild av en elefant i en klippväg i Libyen.

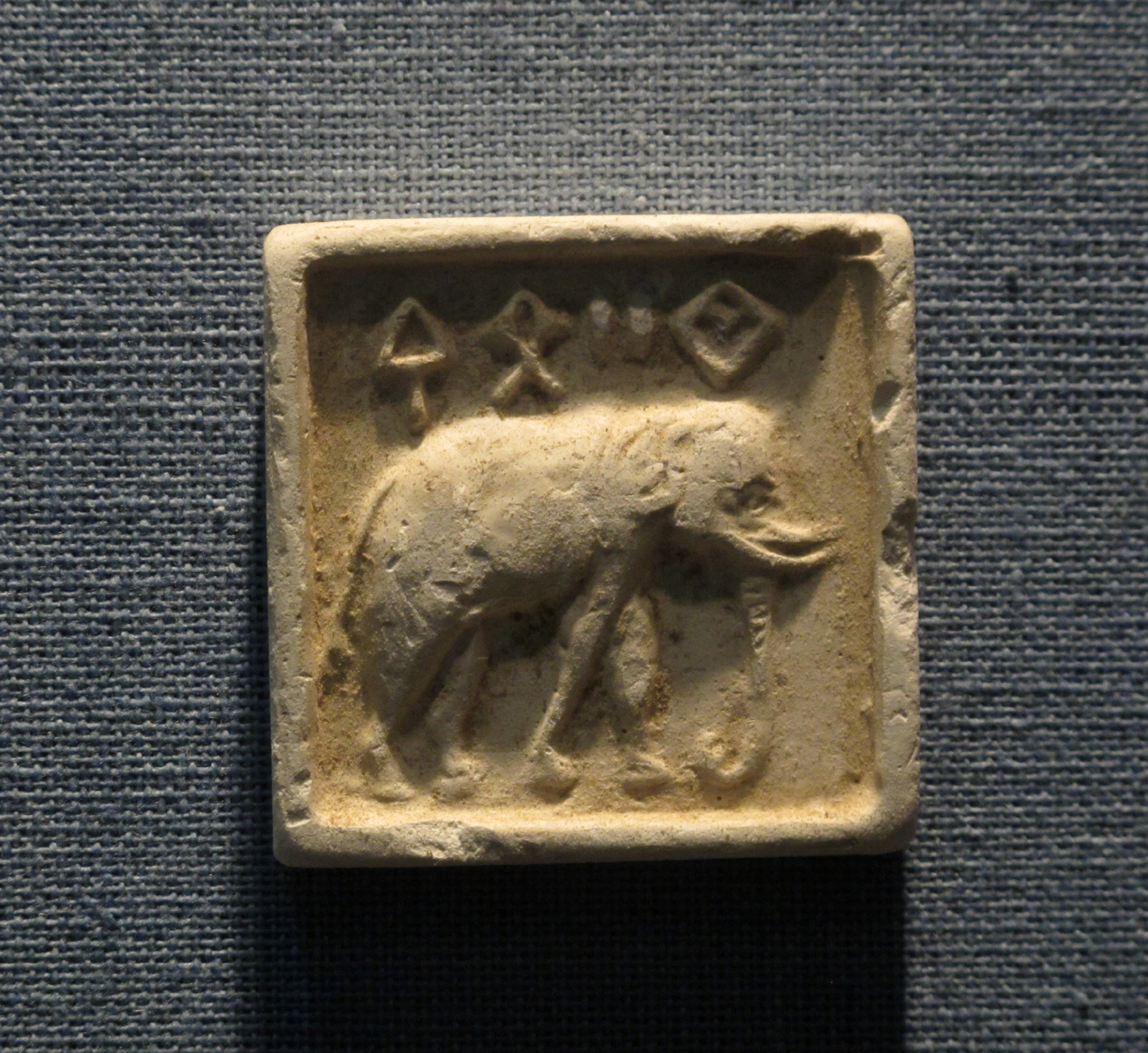
Sigill i form av en elefant, från Induskulturen, 2500–1500 f.Kr.

Inom olika asiatiska religioner förekommer den asiatiska elefanten som mytologisk varelse. Här representerar elefanter oftast något positivt och dyrkas ibland som gudar. Ofta symboliserar de styrka och vishet. På liknande sätt porträtteras ofta den afrikanska elefanten i många afrikanska fabler, som en vis ledare som reder ut konflikter i skogen. Enligt Ashantifolkets traditionella religion är elefanter gamla hövdingar som återkommit från svunna tider.

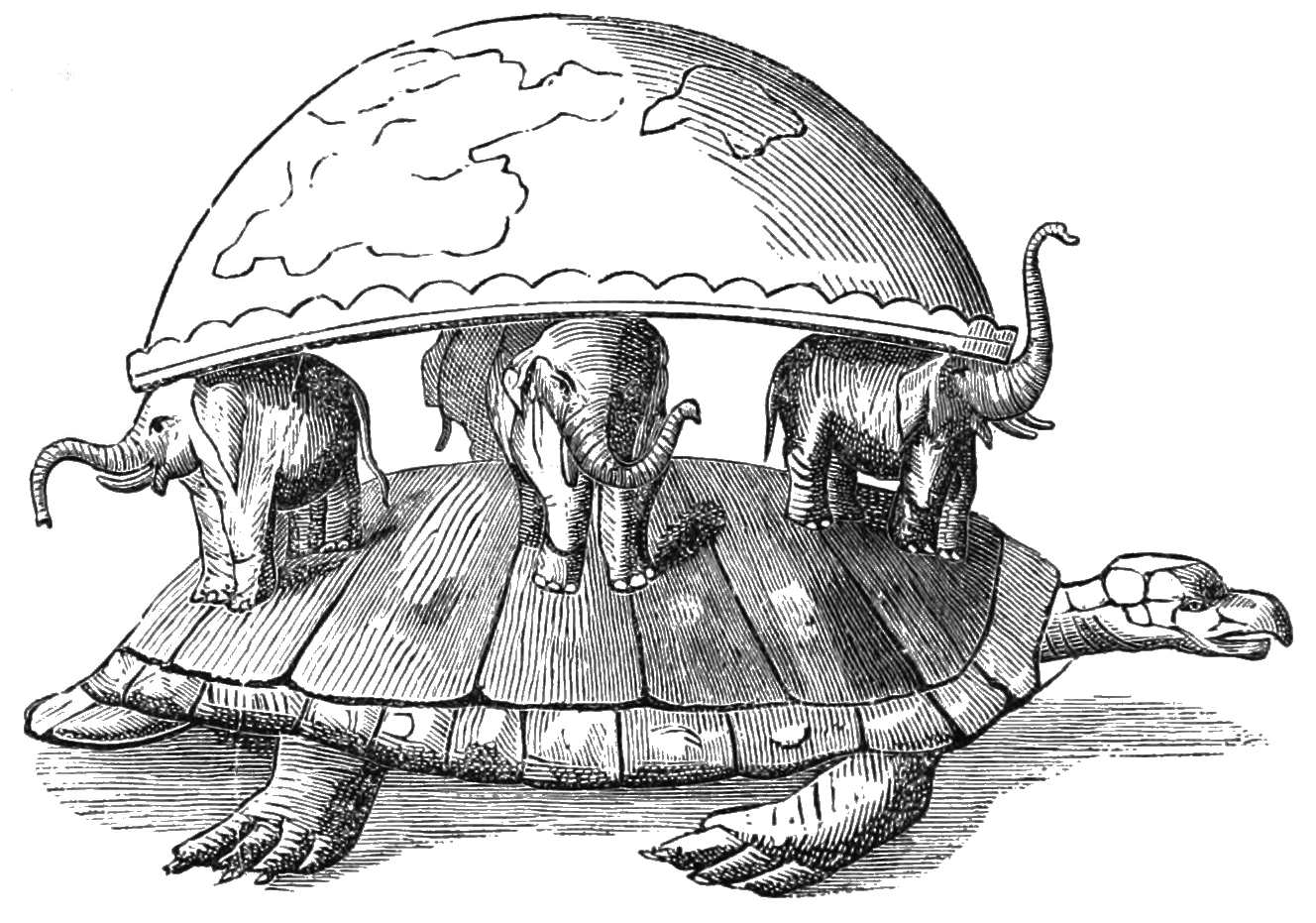
Teckning från 1876 som föreställer världen som bärs upp på ryggarna av fyra elefanter, som i sin tur står på en sköldpadda.

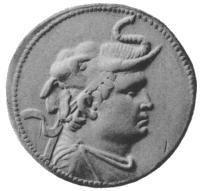
Demetrios I av Baktrien (205–171 f.Kr.), grundare av det Indogrekiska kungadömet, avbildad på ett mynt bärande en elefantskalp som symbol över sina erövringar.

Enligt den hinduistiska kosmologin i det antika Indien bar fyra mytologiska elefanter upp jorden på sina ryggar. Inom klassiska sanskrittexter förklaras jordbävningar med att dessa elefanter skakar på sina kroppar när de blir trötta. Elefantguden Ganesha representerar vishet och list inom hinduistiska religioner. Ganesha har människokropp och elefanthuvud. Ganeshas födelsedag (återfödelse) firas med en festival som kallas Ganesha Chaturthi. Inom japansk buddhism finns en variant av Ganesha som kallas Kangiten ("Lycksalighetens deva"), som ofta avbildas som en man och en kvinna med elefanthuvuden som omfamnar varandra, i en representation av motsatsernas enhet.
Inom hinduistisk ikonografi förknippas många devor med ett riddjur eller en vagn, som kallas vāhana. Utöver att vara transportmedel symboliserar vāhana även ett gudomligt attribut. Elefant-vāhana symboliserar gudomlig kunskap och kunglig styrka och förknippas med Lakshmi, Brihaspati, Shachi och Indra. Indra sägs ha ridit på den vita bevingade elefanten Airavata, som Indra krönte till kung över alla elefanter.
Vita elefanter, precis som många andra helvita varianter av stora djur, är ovanliga och har ansetts extra betydelsefulla. De ses ofta som heliga djur och symboliserar kunglighet i Thailand och Burma, där de även anses vara en lyckosymbol. Inom buddhistisk ikonografi förknippas den vita elefanten med Mahamaya, mor till Siddharta Gautama. Mahamaya ska ha haft en dröm som förutspådde hennes graviditet, där en vit elefant spelade en central roll.
Elefanter spelar än idag en viktig roll inom religioner i södra Asien, och förekommer även i vissa religiösa ceremonier. Tempelelefanter är specialtränade elefanter, konstfullt utstyrda och smyckade, och ingår i flera av templets verksamheter. En av de mer välkända tempelelefanterna var Guruvayur Keshavan i Kerala i Indien. Tempelelefanter förekommer även på festivaler i Sri Lanka, som på Esala Perahera.
I det kinesiska horoskopet kallas det sista året i den tolvåriga årscykeln grisens år. I den variant som brukas i norra Thailand, kallas detta tolfte år "elefantens år", vilket indikerar betydelsen av elefanten inom den thailändska kulturen.[källa behövs]
Enligt islamisk tradition föddes profeten Muhammad år 570, vilket också är känt som "elefantens år". Samma år försökte Jemens ledare Abraha att med 40 000 man erövra Mecka och förstöra Kaaba – enligt historien som hämnd för att hans kyrka Al–Qalis, Sana'a tidigare hade skövlats. Hans plan spolierades dock när en vit elefant spärrade vägen på gränsen till Mecka. Elefanten vägrade att flytta på sig även när den utsattes för våld, vilket Abrahas soldater såg som ett dåligt omen. Denna händelse omskrivs i Koranen, i de fem suraverserna som kallas Al-Fil.

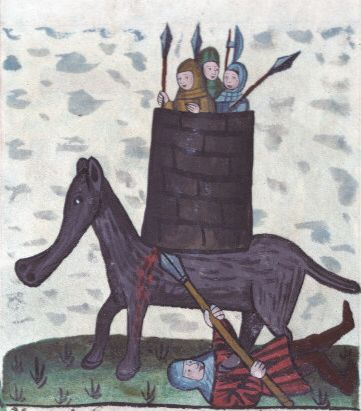
Illumination föreställande den mackabeiska prästen Eleasar, ur Speculum Humanae Salvationis - en variant av elefanten och slottet.

Judisk-kristna medeltida konstnärer avbildade dödandet av den mackabeiska prästen Eleasar tillsammans med en krigselefant, som bär på en viktig seleukidisk general, så som det omskrivs i den apokryfiska första Mackabeerboken. Eftersom de tidiga illuminatörerna aldrig sett en elefant i verkligheten kunde de vara mycket fantasirikt illustrerade. Även den speciella bärstol som användes misstolkades. Bärstolen, som kallas howdah, blev i Europa ofta till ett slottstorn eller en befästning, vilket i förlängningen blev till en symbol som ibland kallas elefanten och slottet: det vill säga en elefant som bär ett slott på ryggen och som kom att symbolisera styrka. I denna form utgör dock elefanten inte bara ett kraftfullt djur som orkar bära ett slott fullt med soldater, utan kan även utgöra en symbol för hur Kristus frälser mänskligheten. Symbolen användes i Europa under den klassiska antiken, i England sedan 1200-talet och i Danmark sedan i varje fall 1600-talet. Det kan noteras att det engelska bruket av symbolen från 1200-talet kan härledas till den elefant som år 1225 skänktes av Ludvig IX av Frankrike till Henrik III av England och hans menageri i Towern. Detta var den första elefanten i England sedan Claudius erövringar 43 e.Kr.

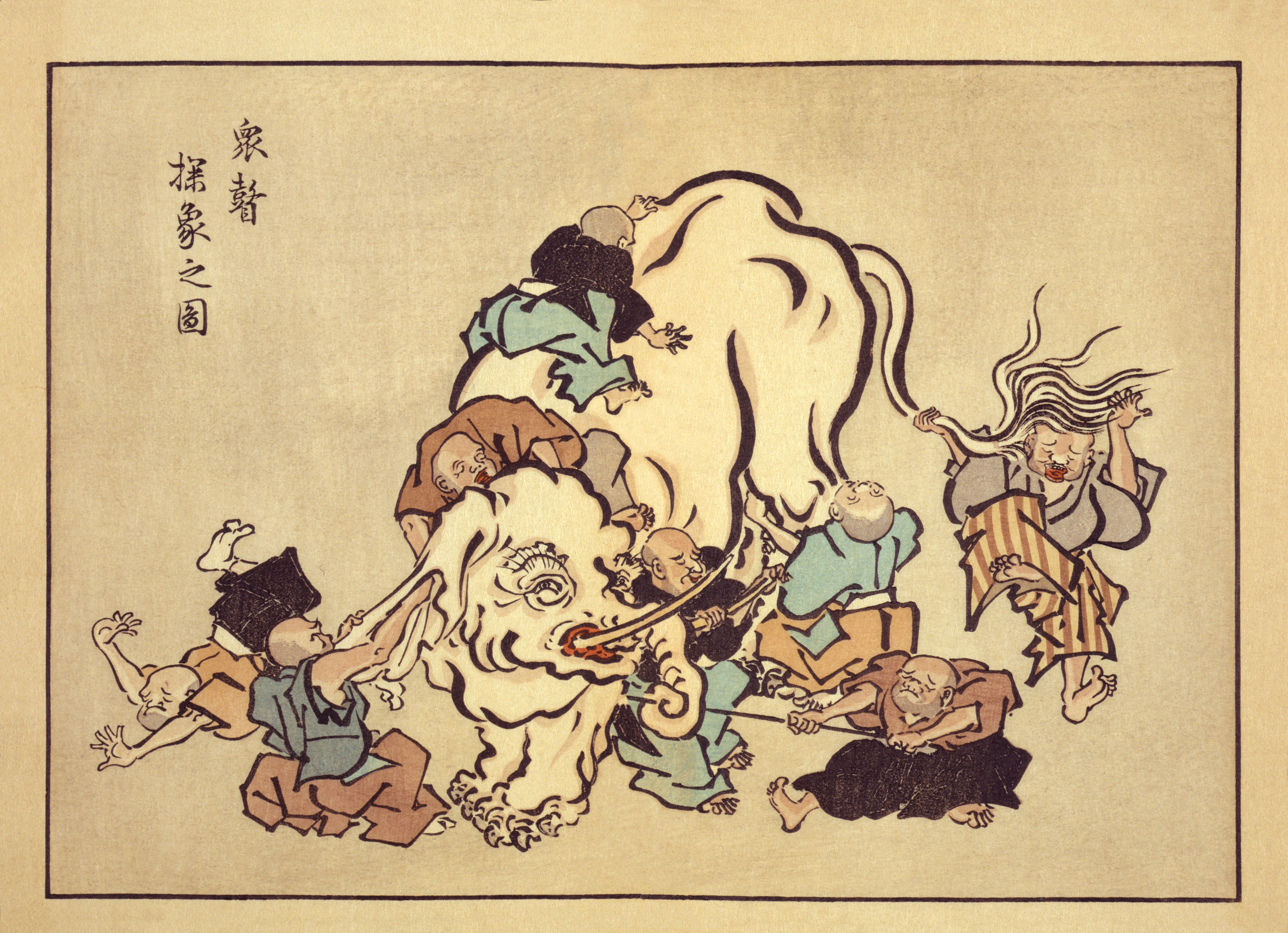
Buddhistisk variant av de blinda männen som undersöker en elefant. Japanskt träsnitt av Itchō Hanabusa från 1888.

Att elefanter så länge var omtalade men samtidigt ovanliga i västvärlden resulterade i många besynnerliga tolkningar, vilket givit upphov till flera mytologiska varelser. Detta gav också upphov till berättelsen om de blinda männen och elefanten, som härstammar från den indiska subkontinenten och som därifrån förts vidare i en mängd versioner: En grupp blinda män träffar på en elefant – ett djur de inte känner till – som de försöker förstå genom att känna efter. Men de olika männen känner bara på specifika delar av elefanten. En känner på snabeln, en annan på beten och en tredje på elefanten kroppssida. De beskriver sedan djuret för varandra utifrån sin begränsade förståelse vilket resulterar i mycket olika djur. Det slutar med att männen blir ovänner och börjar slåss. Berättelsens moral är att människor har en tendens att hävda absoluta sanningar utifrån mycket begränsade och subjektiva erfarenheter samtidigt som de ignorerar andra människors begränsade och subjektiva erfarenheter som kan vara lika sanna.
De skallbitar av förhistoriska dvärgelefanter som återfunnits på Kreta och Sicilien kan vara grund till myten om cykloper – de enögda jättarna som förekommer i Homeros Odysséen, från cirka 800–600 f.Kr. Redan på 1370-talet hade vetenskapsmän noterat att den stora näshålan mitt på kraniet kan ha feltolkats som en ögonhåla och skallarna, dubbelt så stora som en människoskalle ser ut att kunna ha tillhört en gigantisk humanoid. Det har även föreslagits att varelsen Behemot som beskrivs i Jobs bok skulle kunna varit en elefant utifrån att den betar gräs och lever i närheten av en flod.

## Inom bildkonsten
Elefanten har varit ett populärt motiv bland bildkonstnärer, från stenålderns grottmålningar till dagens street-art.

### Förhistorisk
Förhistoriska nordafrikanska avbildningar av elefanter gjorda i sten förekommer ända från paleolitikum. Exempelvis finns det stenristningar av en elefant i världsarvet Tadrart Acacus i Libyen, från senare delen av pleistocen omkring 12 000−8000 f.Kr. Det finns många fler förhistoriska exempel. Däribland neolitiska stenskulpturer från södra Oran i Algeriet och en grottmålning av en vit elefant utförd av sanfolket i "Phillip's Cave" i regionen Erongo i Namibia.

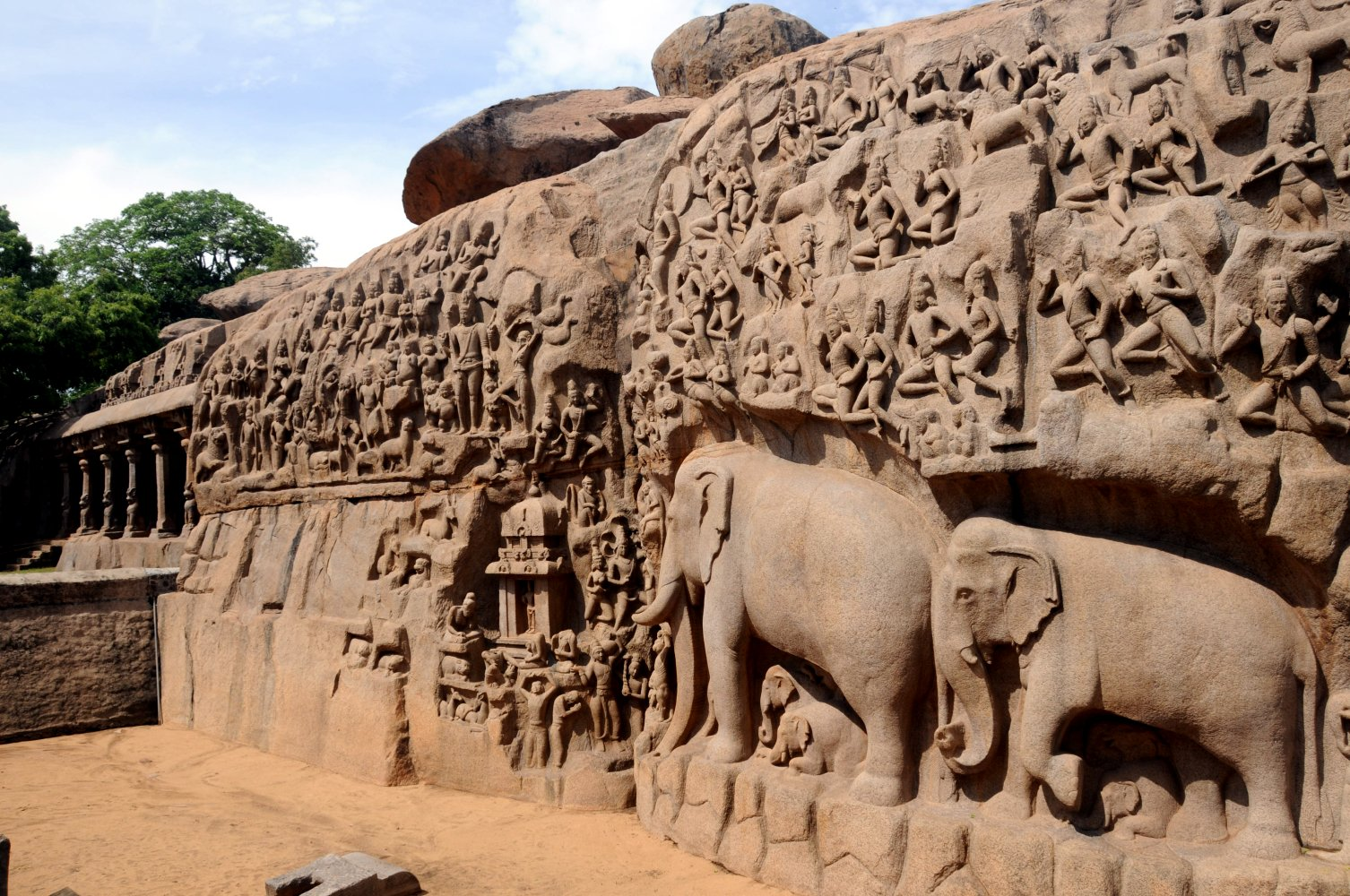
"Ganges avkomma", på engelska Descent of the Ganges – en klipprelief i Mahabalipuram från 600-talet.

### Antiken
Det finns en mängd klippreliefer i Indien som föreställer elefanter, där den mest välkända är den som finns i Mahabalipuram, och som på engelska kallas Descent of the Ganges, vilket ungefär skulle kunna översättas till "Ganges avkomma". Reliefen från 600-talet är en stor hinduistisk scen med en mängd figurer där de ursprungliga bergsformationerna har format den slutliga bilden. I Unakoti i Tripura, finns en grupp med reliefer från 1000-talet, kopplade till gudomen Shiva, som omfattar flera elefanter. Inom indiskt traditionellt måleri är elefanten ett vanligt motiv, speciellt som riddjur i strid eller som transportmedel för kungligheter.
Elefanter var även ett återkommande motiv i Romarrikets mosaiker och reliefer.

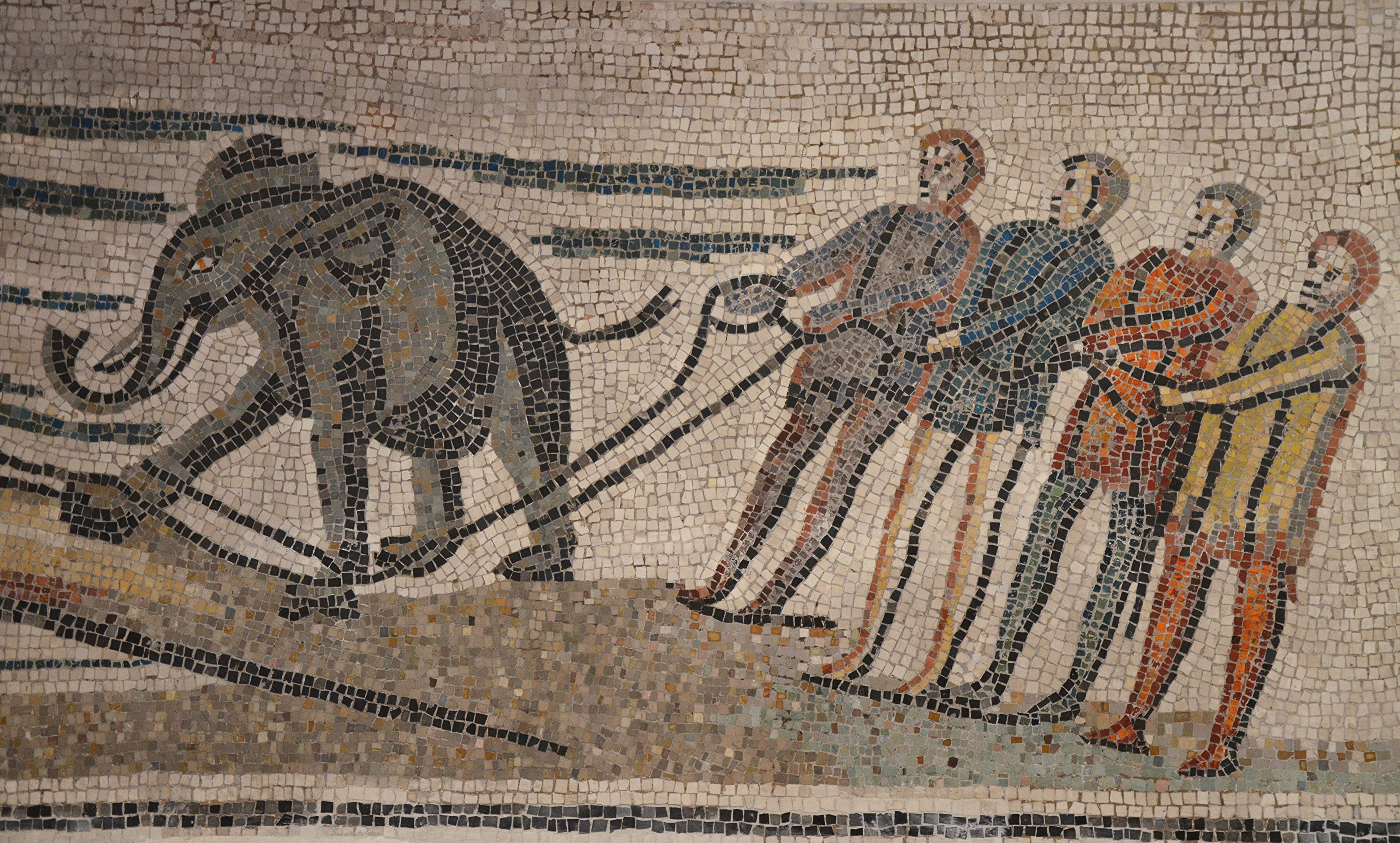
Detalj av en romersk mosaik från Veii (Isola Farnese i Italien) som föreställer en afrikansk elefant som lastas på ett skepp, från 200–, 300-talet.

### Medeltiden
Under Medeltiden dyker elefanten upp i bestiarier, men få eller knappt några av konstnärerna som skapade dessa bilder hade sett en elefant i verkligheten, varför bilderna som bäst var goda kopior av äldre konstverk. I andra bilder över- eller underdrivs delar av elefantens anatomi eller också blir djuret till en fantasifull best. Det är inte heller helt ovanligt att stridselefanter avbildas med en mindre murad borg på ryggen innehållande en mängd soldater.

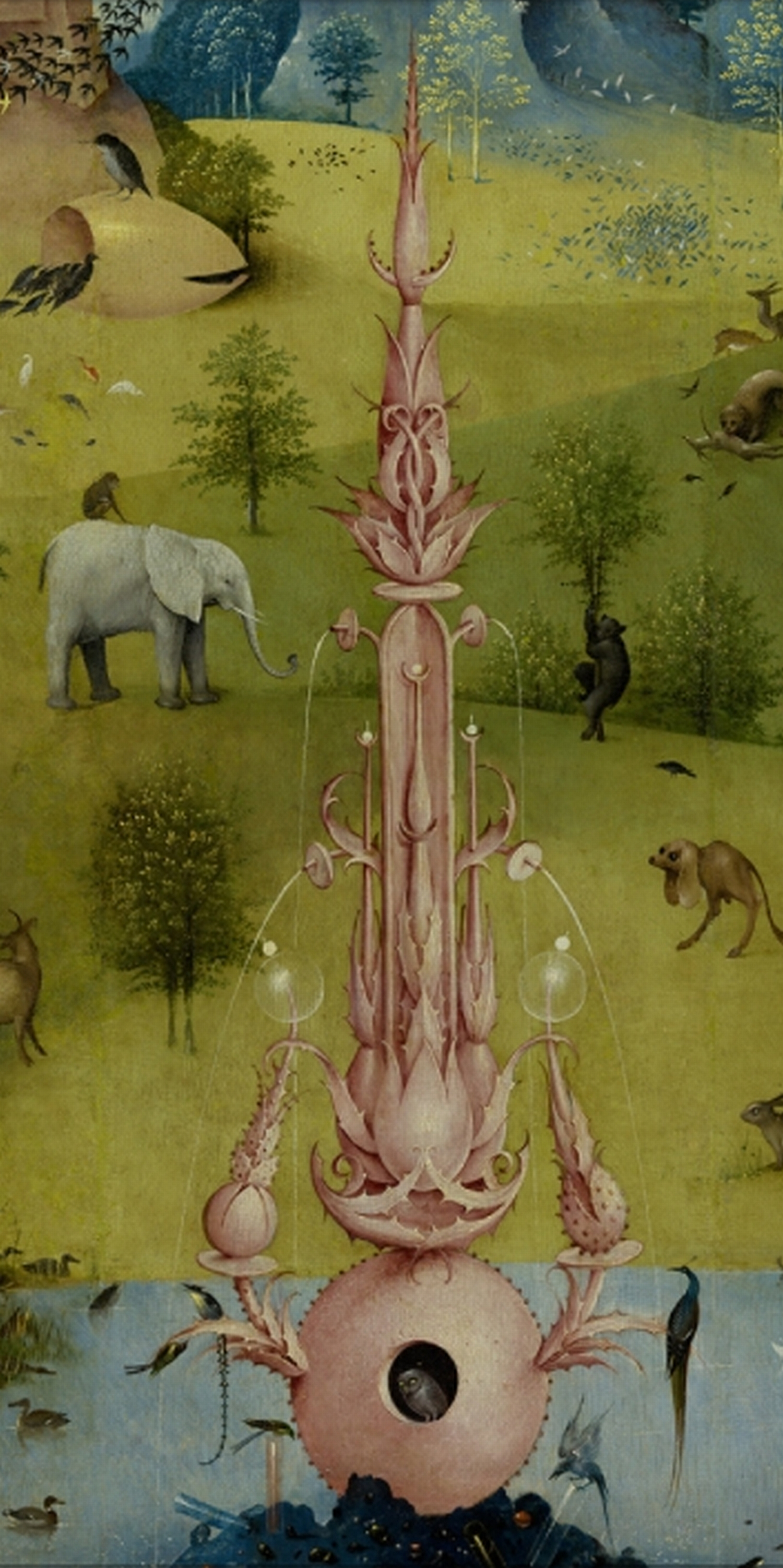
Detalj ur Hieronymus Boschs The Garden of Earthly Delights (1494–1505), med en realistiskt avbildad elefant.

### Modern tid

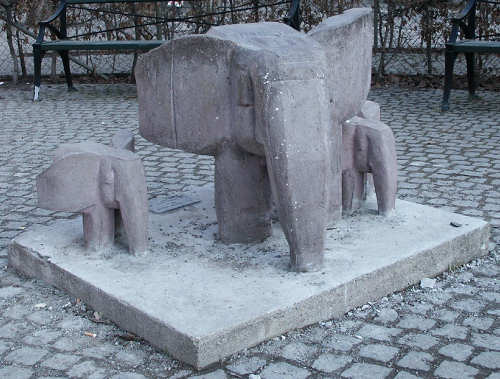
Lilla elefanten drömmer, av Torsten Renqvist.

Inom österländsk konst är elefanten ett mycket vanligare motiv än inom klassisk västerländsk konst. I varje fall har elefanten inte varit vanlig inom det klassiska västerländska måleriet. Däremot är den något vanligare inom skulpturen. Inom modernismen var det främst surrealisterna som i någon större utsträckning använde elefanten som motiv inom måleriet. Max Ernst med sin The Elephant Celebes från 1921 är känd, men kanske är det Salvador Dalis drömska variant av elefanten på höga smala ben, som återkommer i både målningar och skulpturer av konstnären, som är den mest välkända. Två andra konstnärer som gjort verk med elefantmotiv, och som även samarbetade kring detta var Basquiat och Andy Warhol. Däremot har elefanten varit ett populärt motiv hos illustratörer och reklamtecknare, däribland den amerikanska tecknaren Norman Rockwell och även inom street art som hos Banksy.
Lilla elefanten drömmer är en skulptur av den svenska skulptören Torsten Renqvist. Sedan 1978 står den uppställd på Greta Garbos torg på Södermalm i Stockholm.

## Inom litteraturen

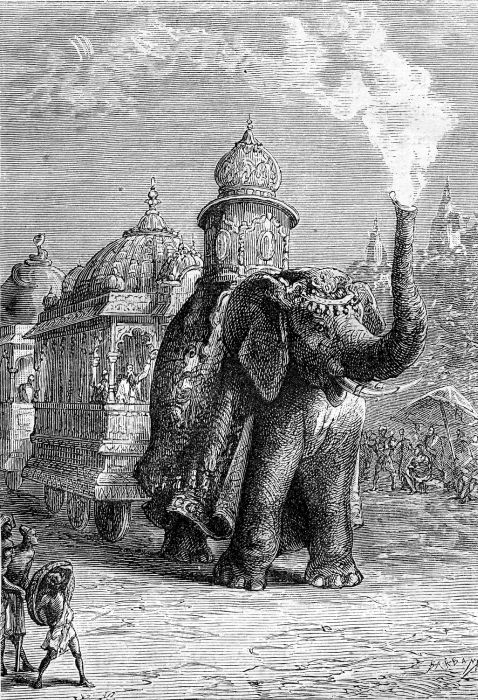
Léon Benetts illustration av Jules Vernes mekaniska elefant, ur Ånghuset eller en färd genom norra Indien från 1880.

Precis som med människor i litterära verk finns det både positiva och negativa beskrivningar av elefanter, som oftare behandlas som individer än många andra fiktiva djur. Redan Plinius den äldre beskrev i Naturalis Historia elefanten som ett av de djur som i sin känslighet är mest lik människan. Elefantens olika framställningar krockar i Ivo Andrićs novell The Vizier's Elephant, där stadsborna i Travnik föraktar elefanten som symboliserar den mystiske Viziers grymhet. Samtidigt beskrivs elefanten som ung och oskyldig, ovetande om det kaos som han lämnar efter sig. I Edgar Rice Burroughs berättelser om Tarzan är Tantor det generiska ordet för "elefant" i det fiktiva språket mangani, men förknippas mest med en specifik elefant som så småningom blir Tarzans trogne vän. Andra positiva elefantberättelser är exempelvis Jean de Brunhoffs Babar och Dr. Seuss Horton. Jules Verne beskriver en ångdriven mekanisk elefant i sin roman Ånghuset eller en färd genom norra Indien från 1880. Ytterligare roller som elefanten haft i litteraturen är exempelvis i en militär funktion, som Mûmakil i J. R. R. Tolkiens Sagan om ringen–trilogin eller som utomjordingar som invaderar jorden i Larry Niven och Jerry Pournelles science fiction-roman Footfall, från 1985.
Noveller som kan nämnas är Rudyard Kiplings "Toomai of the Elephants" och "The Elephant's Child", men även Mark Twains "The Stolen White Elephant". George Orwell skrev den allegoriska essän "Shooting an Elephant", och i Ernest Hemingways "Hills Like White Elephants" dyker den allegoriska vita elefanten upp, som alluderar på en graviditet som en ovälkommen gåva.
Djuret förekommer även i historiska romaner. Elefantens resa (portugisiska: A viagem do elefante) är en roman från 2008 skriven av den portugisiske nobelpristagaren José Saramago. Det är en fiktiv roman baserad på en historisk händelse från 1500-talet, där den portugisiska kungen överlämnar en elefant i bröllopsgåva till den österrikiske kejsaren, och den resa från Lissabon till Wien som detta innebar för elefanten Suleiman. An Elephant for Aristotle är en historisk roman från 1958 av L. Sprague de Camp. Boken handlar om ett kavalleribefäl som fått i uppdrag av Alexander den stora att föra en elefant, beslagtagen från Kung Porus i Indien, till Aten som present till Alexanders gamla informator Aristoteles.
Elefanter kan även representera den otyglade fantasins storhet, som i Ursula Dubosarskys barnbok Too Many Elephants in This House från 2012, som även anspelar på uttrycket "elefanten i rummet". Överlag är elefanten en ganska populär figur i tecknade barnböcker, med exempel som Babar, elefanterna i Djungelboken, Horton, Pomelo och Dumbo.
En elefantliknande figur är den mystiska heffaklumpen i A. A. Milnes Nalle Puh-berättelse. Heffaklumpen beskrivs lite som en elefant men är en fantasivarelse, även om illustratören E. H. Shepards bild av den föreställer en indisk elefant. Det engelska originalordet "heffalump" har i vissa engelsktalande länder för små barn blivit en synonym för elefant.

## Som symbol inom politik och det sekulära samhället
Elefanten förekommer även som symbol för politiska grupperingar och inom det sekulära samhället.

### Asien
| Siams flagga (Thailand), (1855–1916). |  | Kungariket Laos flagga, (1952–1975). |
| Siams flagga (Thailand), (1855–1916). |  | Kungariket Laos flagga, (1952–1975). |

Inom asiatisk kultur förknippas elefanten ofta med hög intelligens och gott minne, och symboliserar därför vishet och kunglig styrka. Elefanten tjänar som symbol för en rad olika politiska partier som United National Party på Sri Lanka och Bahujan Samaj Party i Indien. Tempelelefanterna i Kerala är en symbol för delstaten och förekommer i det officiella vapnet för delstatens styre. Tre elefanter förekom på kungariket Laos flagga ända tills landet blev en republik 1975. Flera andra sydostasiatiska regioner har vita elefanter på sina flaggor.
"Elefant" förekommer också i namnet på flera landmärken i Asien. Ön Elephanta, som också kallas "Gharapuri", utanför Mumbai fick namnet på 1600-talet av portugisiska upptäcktsresande som fann den stora basaltskulpturen av en elefant framför öppningen till vad som blivit känt som Elephantagrottorna. Portugiserna försökte föra med sig skulpturen men tappade den i havet. Senare förde britter elefanten till Victoria and Albert Museum i Mumbai (senare omdöpt till Dr. Bhau Daji Lad Museum).

### Europa

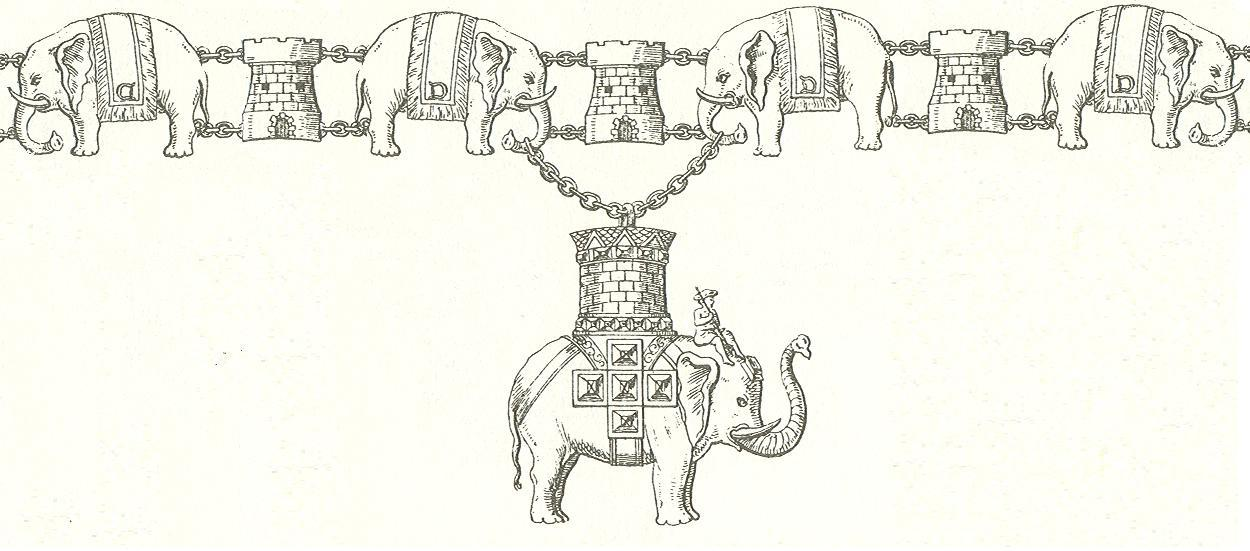
Den danska elefantordens kedja.

Utöver att vara en kuriositet för européer, blev elefanten även en symbol för militär styrka utifrån erfarenheter då man genom historien mött främmande makt som nyttjade stridselefanter. Efter Alexander den stores seger över den fornindiske kungen Poros, togs många av kungens stridselefanter i beslag och fördes till Europa. På detta sätt blev elefanten även i västvärlden en symbol  för imperialism och kungamakt. Elefanten användes också som symbol för det seleukidiska diadochi-imperiet. Långt senare, när Napoleon Bonaparte ville ha ett monument över sitt imperium, krävde han att en kolossal elefantfontän i brons skulle uppföras. Den så kallade Éléphant de la Bastille skulle gjutas av de vapen som beslagtagits efter segern i Slaget vid Friedland, och skulle resas på den plats där Bastiljen en gång stått.
Elefantorden (danska:Elefantordenen) är Danmarks högsta förtjänstorden. Inledningsvis var det en gruppering av väl utvalda män, grundad 1478 av kung Kristian I, som lät elefanten tjäna som symbol för följsamhet, nykterhet och fromhet. Orden konstituerades i sin nuvarande form 1693 av kung Kristian V. På grund av detta blev elefanten även en symbol för bryggeriet Carlsberg, som bland annat låtit uppföra "Elefantporten" vid ingången till sitt huvudkontor.

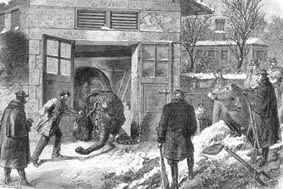
Illustration av en av de elefanter som sköts och åts i Paris i december 1870.

Under belägringen av Paris 1870–1871 slaktade man och åt upp de båda populära elefanterna Castor och Pollux, som levt i Paris botaniska trädgård. Händelsen fick stor uppmärksamhet och blev sinnebilden för de svårigheter och de umbäranden som orsakats av kriget.

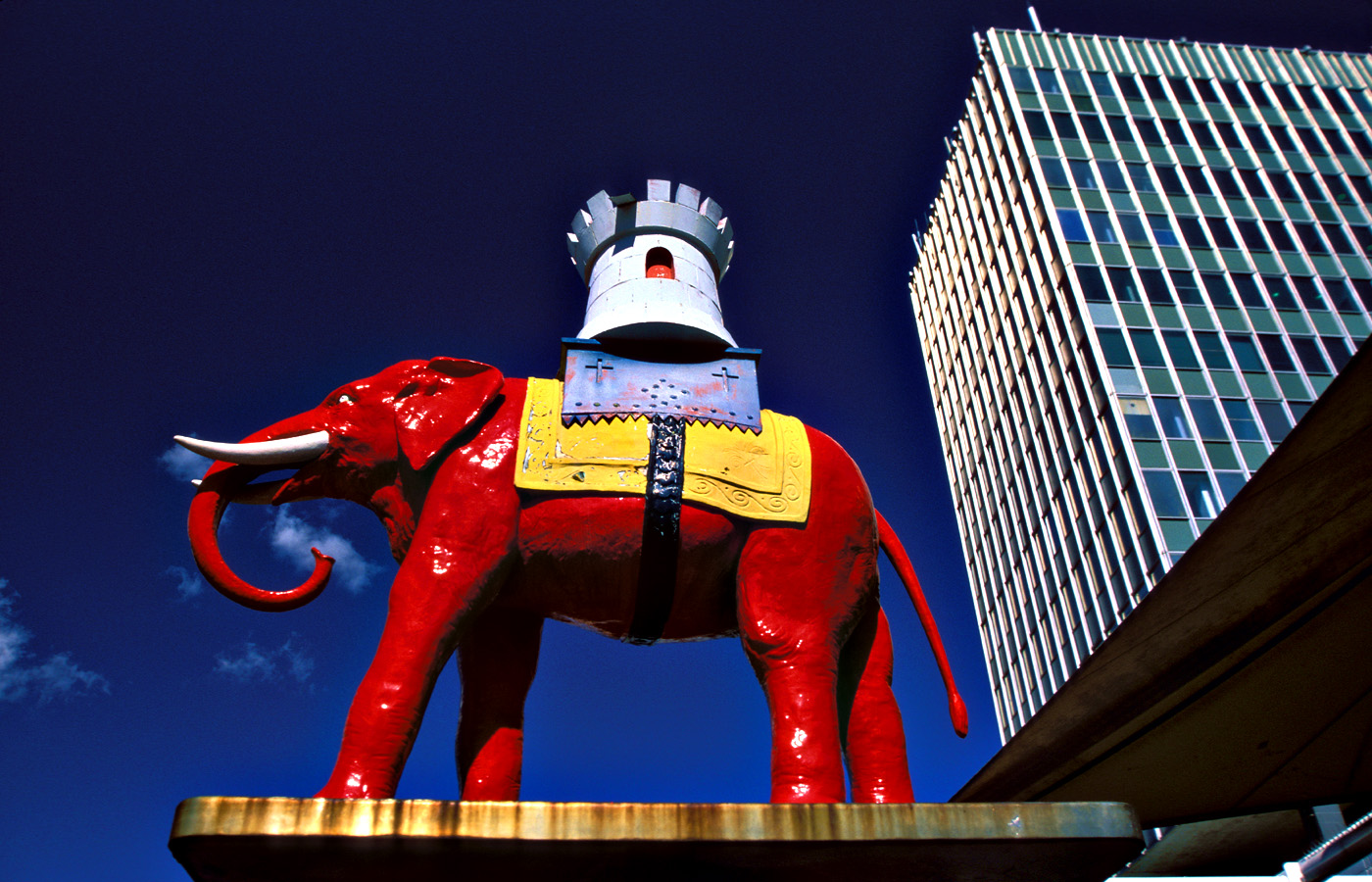
Skulptur vid Londons tunnelbanestation Elephant & Castle.

Staden Catania på Sicilien, har en uråldrig koppling till elefanten. Den lokala trollkarlen Heliodorus ska enligt berättelserna omväxlande ha ridit på eller förvandlat sig till en magisk elefant. Under det medeltida arabiska styret var Catania känd som Medinat-Al-Fil  eller Balad-Al-Fil  (elefantens stad/stat) och stadens symbol är Fontana dell'Elefante  (Elefantens fontän) som i sin nuvarande form uppfördes 1736  av Giovanni Battista Vaccarini.
I centrala London finns ett område som kallas "Elephant and Castle", eller bara "The Elephant", och som ligger vid en större vägkorsning och en tunnelbanestation. Platsens namn bygger på symbolen "elefanten och slottet" och har sedan medeltiden även heraldiska kopplingar till städerna Coventry och Dumbarton i Skottland.

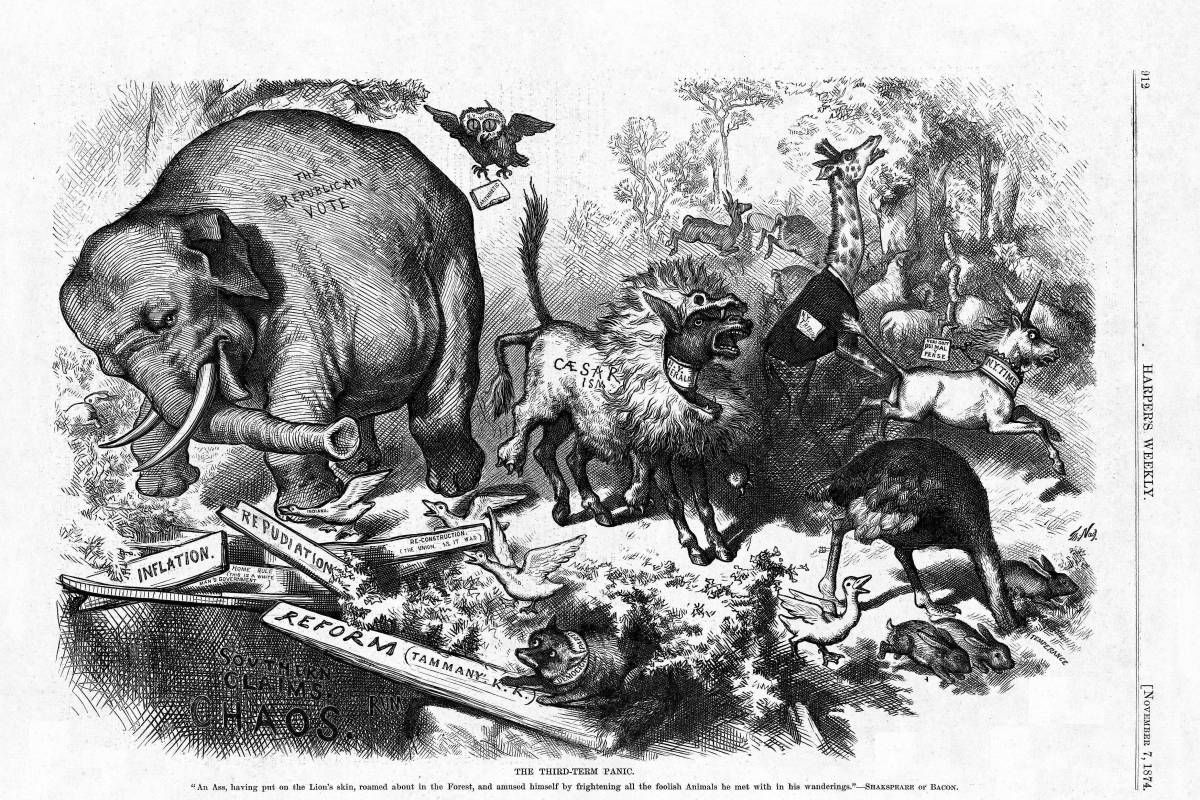
Thomas Nasts teckning från 1874 som är den äldsta kända förekomsten av det Republikanska partiets elefant.

En mer sentida brittisk symbol är Welephant − en röd tecknad elefant som bär brandmannahjälm och som ursprungligen användes som maskot av Storbritanniens brandförsvar för att utbilda barn i brandsäkerhet.

### Amerika
Att elefanten idag är en symbol för det Republikanska partiet i USA har sitt ursprung i en politisk serieteckning av Thomas Nast, publicerad 1874 i Harper's Weekly. Serieteckningen "Third Term Panic" är en parodi på Aisopos fabel "Åsnan i lejonskinnet". Den föreställer en asiatisk elefant med texten The Republican Vote på kroppen, som skrämmer en åsna i lejonskinn (med skriften Caesarism), vilket får en massa djur, som representerar olika politiska frågor, att fly åt alla håll. Även om Nast vid ytterligare sju tillfällen lät elefanten representera republikanska väljare, så var det först i mars 1884 som han använde den för att representera det Republikanska Partiet, i teckningen "The Sacred Elephant".

### Afrika

Elfenbenskustens heraldiska vapen, (cirka 1964–2000).

I många kulturer i Afrika symboliserar elefanten styrka och makt. Även dess storlek, långa liv, uthållighet, mentala förmågor, samarbetsvilja och lojalitet är företeelser som den lovordas för. I Sydafrikas statsvapen förekommer elefantbetar som representerar vishet, styrka, måttlighet och evighet. Även för Elfenbenskusten är elefanten en viktig symbol. På landets statsvapen har den centrala vapenskölden motivet av ett elefanthuvud i profil.
I det västafrikanska kungariket Dahomey, som idag tillhör Benin, associeras elefanten med Guezo och hans son Glele, som var härskare över Fonfolket på 1800-talet. Djuret ansågs vara kopplat till styrka, kunglig börd och frambringande av minnen. Rikets flagga föreställer en elefant som bär en kungakrona.

## Inom populärkultur

### Ordstäv och uttryck
Elefanten har blivit en del av populärkulturen genom dess många symboliska kvaliteter och dess användning i idiomatiska uttryck, ordstäv och liknande.
Ordspråk som "En elefant glömmer aldrig" refererar till tron att elefanter har ett exceptionellt minne. Den brittiska varianten "Kvinnor och elefanter glömmer aldrig en oförrätt" (Women and elephants never forget an injury) härstammar från författaren Hector Hugh Munro, mer känd som Saki, och hans bok Reginald on Besetting Sins från 1904. Ordstävet bottnar i vetenskapliga fakta då man visat att elefanter, speciellt matriarker, kommer ihåg en mängd geografiska och sociala detaljer som familjegruppen inte kan klara sig utan.
Att "se elefanten" (Seeing the Elephant) är en amerikanism från 1800-talet som refererar till att få betala ett högt pris för en upplevelse eller erfarenhet, och uttrycket användes ofta av soldater, äventyrare och nybyggare, om sådana företeelser som amerikanska inbördeskriget, Oregonleden och guldrushen i Kalifornien. En "Vit elefant" innebär ofta en dyr omkostnad eller investering som inte ger någon utdelning, särskilt i förbindelse med falska förhoppningar. Exempelvis används det om egendom som är kostsam utan att ge avkastning, och som är svår att göra sig av med. Uttrycket "vit elefantförsäljning" (white elephant sale) används ibland i Australien som synonym för loppmarknader där vem som helst får sälja. Idiomet elefanten i rummet är en omskrivning för något uppenbart som ingen vill eller vågar tala om, vilket alluderar på djurets storlek i förhållande till ett lite utrymme.
"Rosa elefant" refererar till en fyllehallucination. I den tecknade Disneyfilmen Dumbo från 1941 förekommer en parad med rosa elefanter som alluderar på uttrycket. Det "klassiska" elefantnamnet "Jumbo" är idag synonym för något stort. Ett tidigt exempel är från 1886 – då handlade det om cigarrer, medan Jumbo jet är känd sedan 1964. Jumbo var ursprungligen namnet på en mycket stor elefant som köptes 1882 till cirkusen P. T. Barnum från London Zoo.

### Som maskot och logotyp

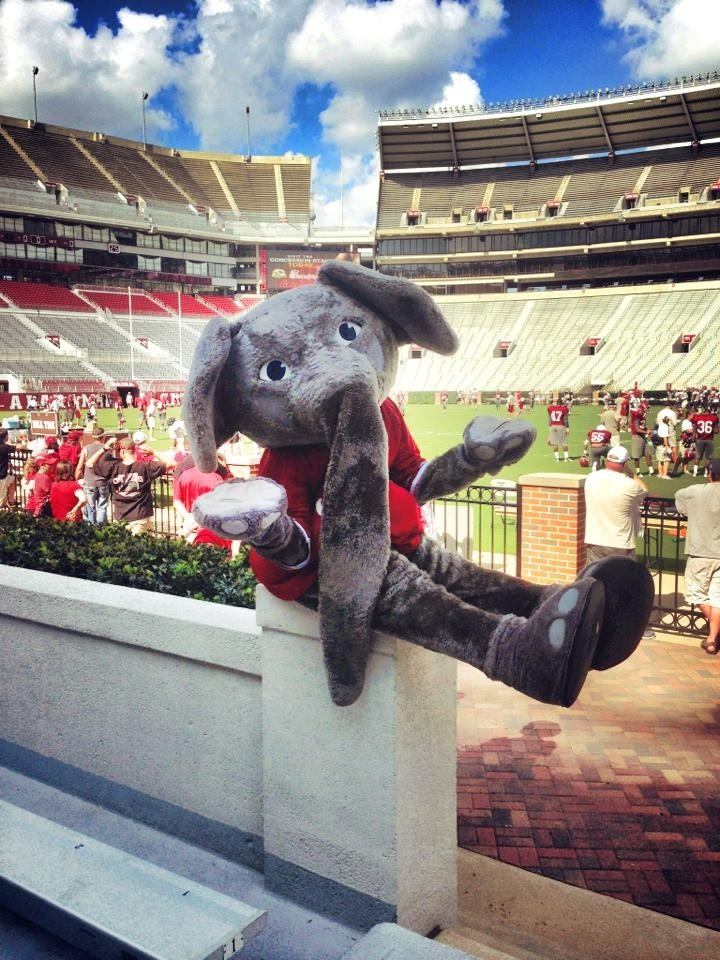
Maskoten Big Al.

Elefanten används som maskot eller logotyp för flera lag inom olika sporter.
År 1885 donerade cirkusdirektören P. T. Barnum den uppstoppade elefanten Jumbo till Tufts University där den blev en maskot för flera idrottslag. Efter en brand 1975 återstår nu bara aska, som förvaras i en burk, av den uppstoppade elefanten.
Baseballaget Oakland Athletics har använt en vit elefant som sin symbol. Ursprungligen beror det på att New York Giants manager John McGraw inför journalister uttalade sig nedvärderande om laget, när han menade att Oakland Athletics huvudägare Benjamin Shibe "hade fått en vit elefant på halsen" (engelska: a white elephant on his hands). Detta fick lagets manager Connie Mack att istället göra den vita elefanten till lagets emblem. Elefanten förekom dock i många färger genom åren och ersattes under en period av en mulåsna, innan laget fick sin nuvarande maskot, elefanten Stomper.
Alabama Crimson Tide som är University of Alabamas sportklubb har haft en elefant som maskot sedan 1930, då en sportjournalist citerade ett fan som ska ha skrikit "Hold your horses, the elephants are coming!" (ungefär: "Håll i er, nu kommer elefanterna!") när det amerikanska fotbollslaget sprang ut på planen. Deras kostymprydda maskot "Big Al" dök upp på 1979 års upplaga av Sugar Bowl.
Fotbollslaget i italienska staden Catania har en elefant som symbol, eftersom djuret har representerat staden sedan antiken.
Elefanten är även maskot för Indiens järnvägar. Bholu är en seriefigursliknande elefant som håller i en signallampa som lyser grönt, och formgavs ursprungligen med anledning av Indiska järnvägens 150-årsjubileum, men blev senare dess officiella maskot.
Många företag använder bilden av elefanten i sin logotype, som TV-bolaget Animal Planet, dagstidningen The Times of India, det indiska limföretaget Fevicol, färgföretaget Caprol och det indiska finansbolaget Muthoot Finance, grundat 1887. Även mammuten förekommer i flera logotyper.

### Musik
Elefanten förekommer också på olika sätt inom musiken, där Henry Mancinis "Baby Elephant Walk" är ett av de mest kända exemplen, som inte minst blivit populär då den ofta spelats på cirkusar när elefanter har uppträtt. Det amerikanska bandet the White Stripes fjärde album heter kort och gott Elephant, och ska enligt bandet vara en hyllning till djurets styrka och närhet till familjeflocken. Hitlåten "Elephant" av brittiska artisten Alexandra Burke bygger på uttrycket om elefanten i rummet. "Nellie the Elephant" var från början en barnvisa från 1956 och har sedan dess framförts av en mängd artister där den mest kända är av punkbandet Toy Dolls.  För albumet Leave Your Sleep, lät Natalie Merchant tonsätta dikten "The Blind Men and the Elephant" av John Godfrey Saxe, som bygger på berättelsen med samma namn, beskriven ovan.

### Film och TV
Utöver att vara ett populärt tema för dokumentärer förekommer elefanten som en viktig figur i en mängd spelfilmer. I Thailand har flera filmer producerats om elefanter, från det historiska dramat King of the White Elephant från  1940 till martial arts-filmen Tom-Yum-Goong från 2005. En av de i västvärlden mest kända filmerna med en elefant som huvudperson, är Disneys Dumbo från 1941, om den lilla cirkuselefanten som lärde sig flyga med hjälp av sina stora öron. Kiplings "Toomai of the Elephants" utgjorde grunden för den brittiska äventyrsfilmen Elephant Boy från 1937. Kiplings novellsamling Djungelboken utgör också grunden för Disneys animerade film Djungelboken från 1967, där elefanterna spelar en viktig roll.
I alla de tre samtida filmerna, Operation Dumbo Drop (1995), Larger than Life (1996) och Water for Elephants (2011), spelar elefanthonan Tai en central roll. En scen med elefanter i actionkomedin The Brothers Grimsby från 2016, blev mycket omtalad för sin råa och grafiska framtoning.
De av illustratören Owe Gustafson skapade rosa elefanterna, som ingick i det svenska barnprogrammet Fem myror är fler än fyra elefanter, som började sändas i SVT 1973, fick nästan ikonisk status. Nellie the Elephant var en brittisk tecknad TV-serie som började sändas 1990 och som bygger på sången med samma namn, där den skotska sångerskan Lulu bidrog med Nellys röst. Brittiskan Katherine Tozers barnboksserie Mumfie från 1942 blev på 1970-talet en dock-TV-serie och bearbetades på 1990-talet av Britt Allcroft till den animerade TV-serien Mumfie.

### Spel
Elefanten förekommer även i brädspel. I den medeltida persiska föregångaren till schack, chatrang, kallas motsvarigheten till löpare alfil, vilket på persiska och arabiska betyder "elefanten" (persiskans پيل pīl; och al- betecknar bestämd form på arabiska). I det ännu äldre indiska spelet chaturanga kallas pjäsen också för "elefant" (Gaja). Detsamma gäller i kinesiskt schack (kinesiska: Xiangqi, 象棋) vilket ibland översatts till "elefantspelet", och som har elefantpjäsen (kinesiska: "Xiàng", 象). I den japanska versionen shogi kallades pjäsen förr för "den fulla elefanten", men detta namn förekommer inte längre. I modernt schack kallas fortfarande löparen för alfil på spanska, alfiere på italienska, feel på persiska och elefant (Слон) på ryska. Alla dessa spel simulerade ursprungligen ett slagfält, varför dessa pjäser representerar krigselefanter. I dagens schack ska formen med det djupa snittet upptill representera en biskopsmössa, en så kallad mitra, medan den förr skulle föreställa en elefantbete. En annan koppling mellan elefanten och schack var att det förr var populärt och exklusivt med pjäser av elfenben. På samma sätt var de tidiga bollarna i exempelvis biljard, gjorda av detta material.

## Arkitektur

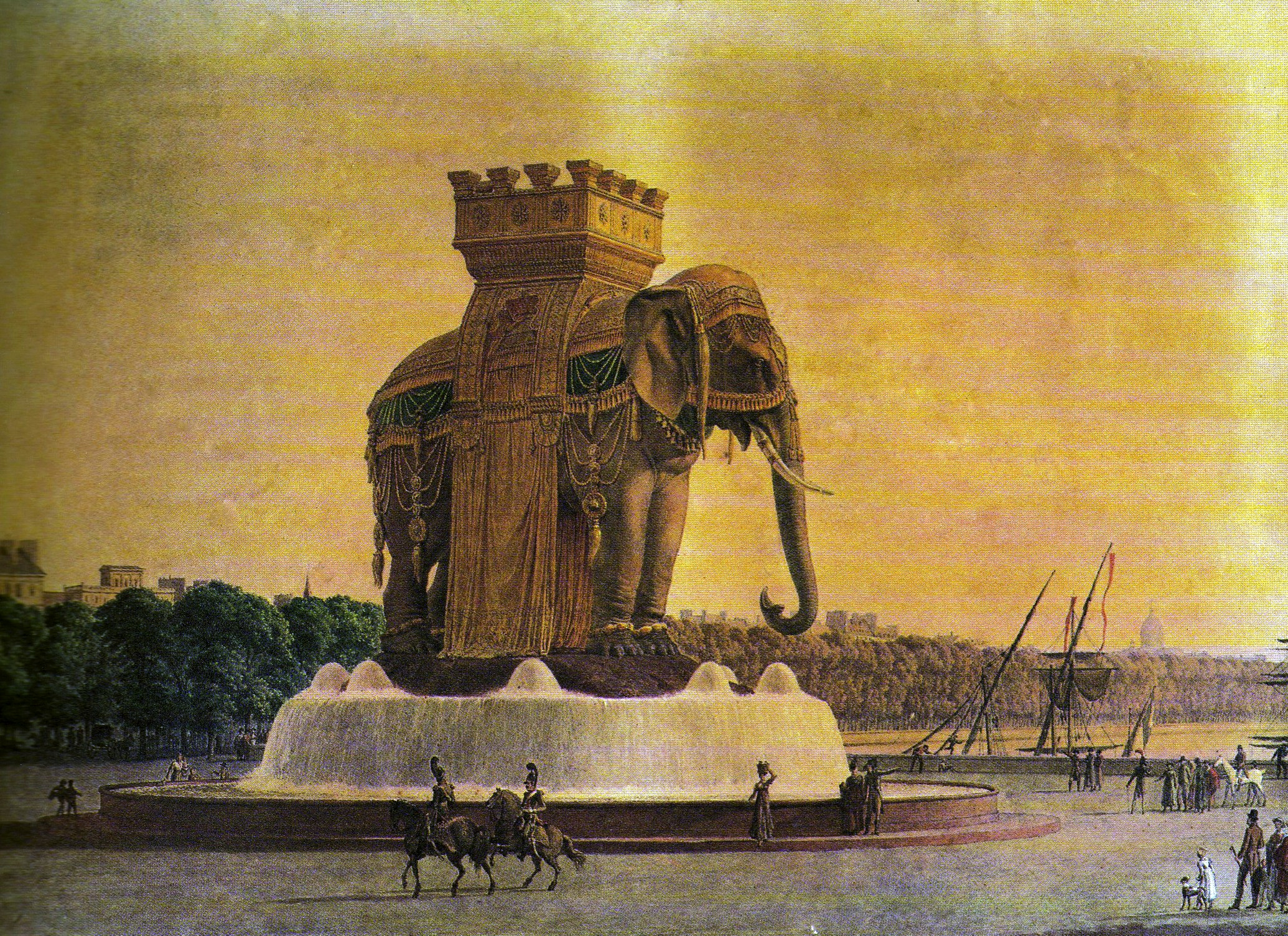
Förslag till Éléphant de la Bastille från 1813–1814.

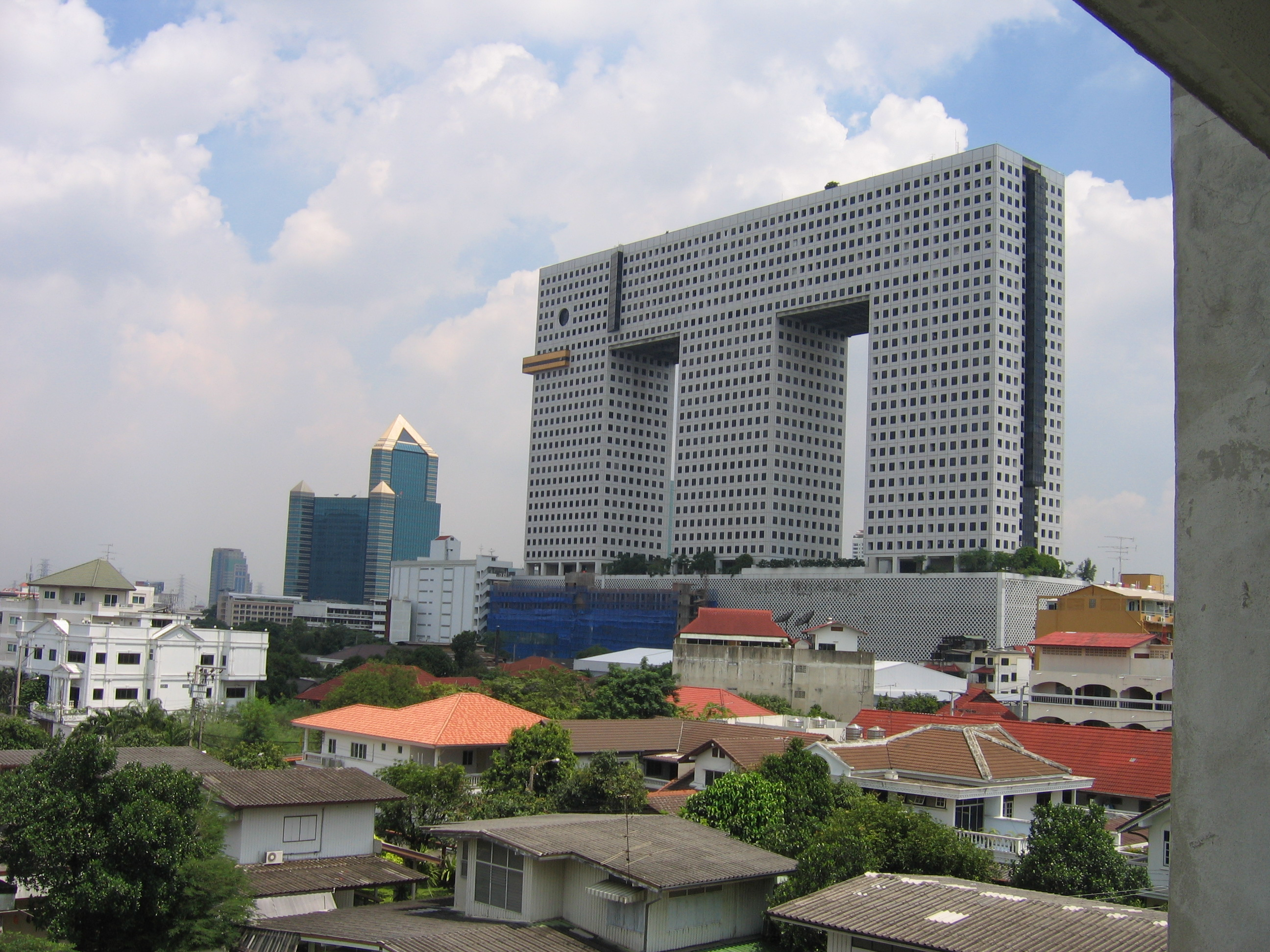
Elephant tower, i Bangkok, Thailand.

På 1700-talet planerade den franska arkitekten Charles Ribart att bygga en trevåningselefant på den plats i Paris där Triumfbågen senare placerades. Av detta blev det ingenting, men i början av 1800-talet ville istället Napoleon att det skulle byggas en ännu större elefant, i brons, den så kallade Éléphant de la Bastille. Även om det ambitiösa projektet med en bronselefant aldrig förverkligades, så uppfördes en modell i samma skala, byggd i trä och gips, på platsen. Efter Napoleons nederlag underhölls skulpturen inte längre och den förfallna elefanten figurerade som motiv i Victor Hugos roman Samhällets olycksbarn från 1862. År 2012 byggdes en replik av elefantskulpturen inför filmningen av Les Misérables.[källa behövs]
Ingången till det danska bryggeriet Carlsbergs huvudkontor, kallad "Elefantporten", färdigställdes 1901, med två stora elefantskulpturer som pelare. Tre flervåningsbyggnader i form av elefanter byggdes i USA av James V. Lafferty på 1880-talet. Elephantine Colossus var med sina sju våningar och 31 rum den största. Byggnaden drevs som hotell, konsertlokal och attraktion på Coney Island, tills den brann ned 1896. Den enda av de tre som fortfarande finns kvar är den sex våningar höga Lucy the Elephant som idag är en turistattraktion i närheten av Atlantic City. Dessa tre byggnader är dock dvärgar i förhållande till de 32 våningar höga Elephant Building i Bangkok i Thailand.

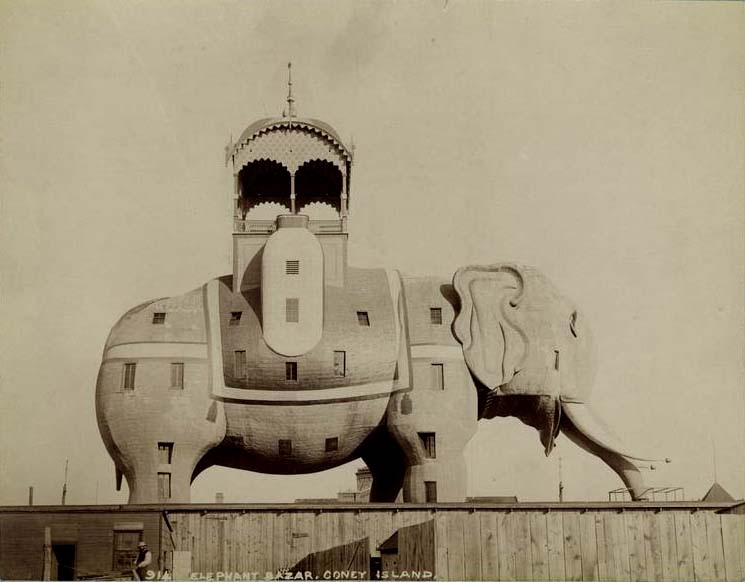
Elephantine Colossus på Coney Island i slutet av 1800-talet.
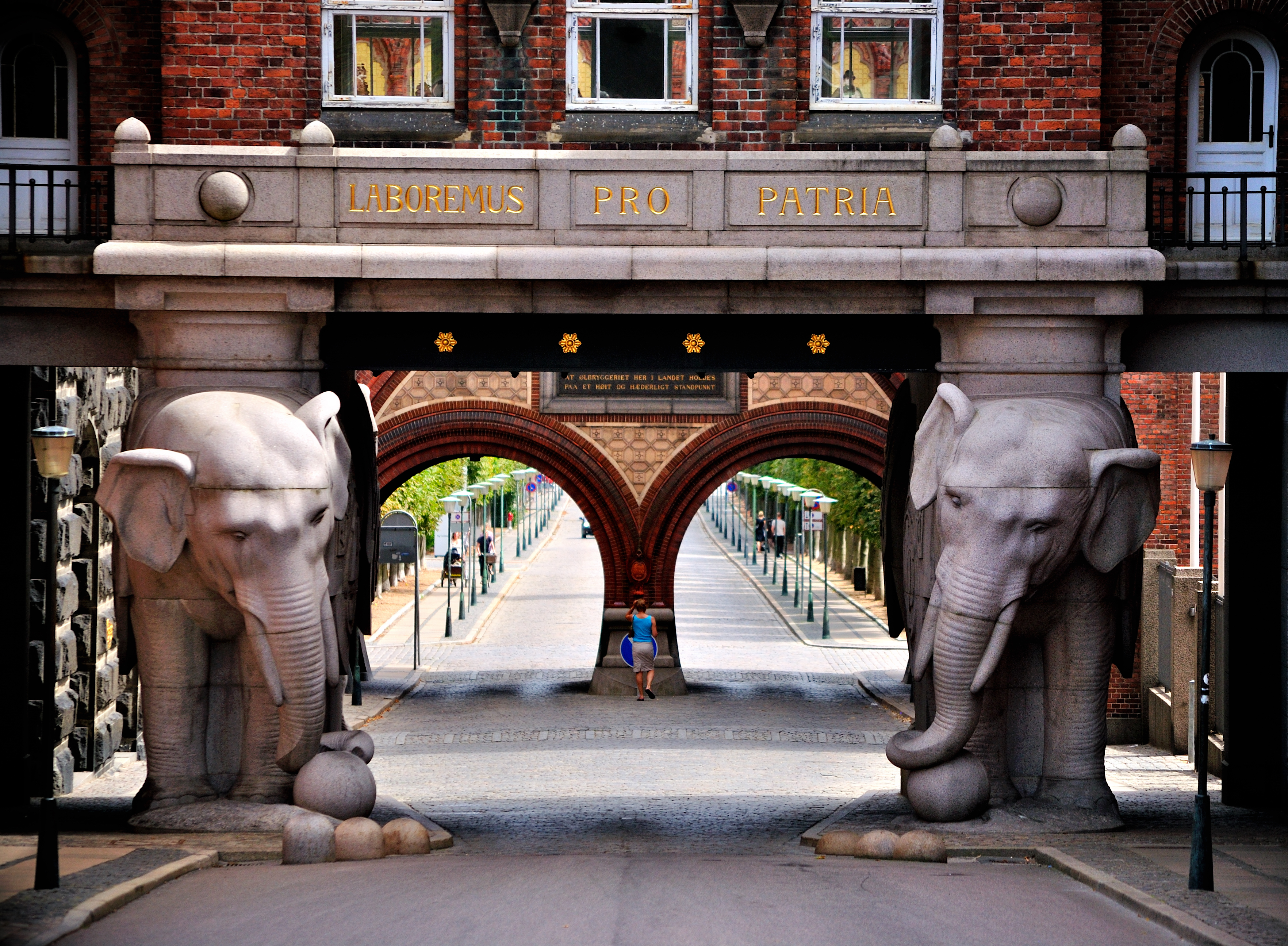
Elefantporten, Carlsberg, i Köpenhamn.

## Bildgalleri

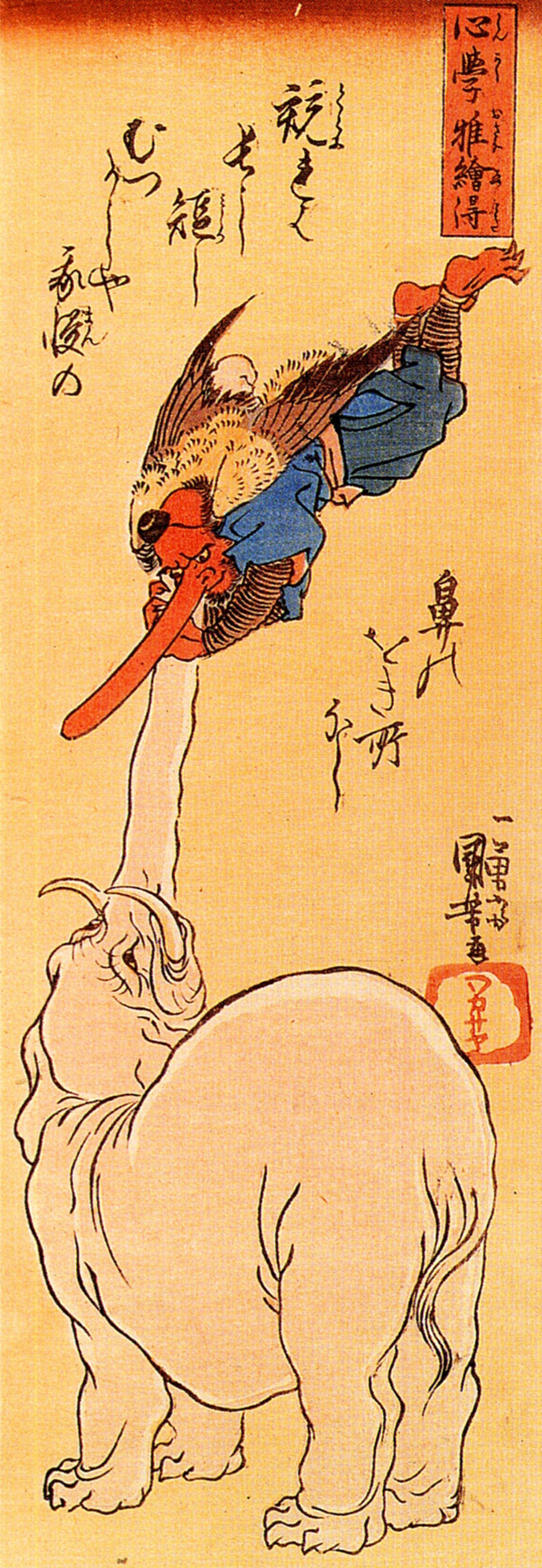
Ukiyo-e av Utagawa Kuniyoshi.

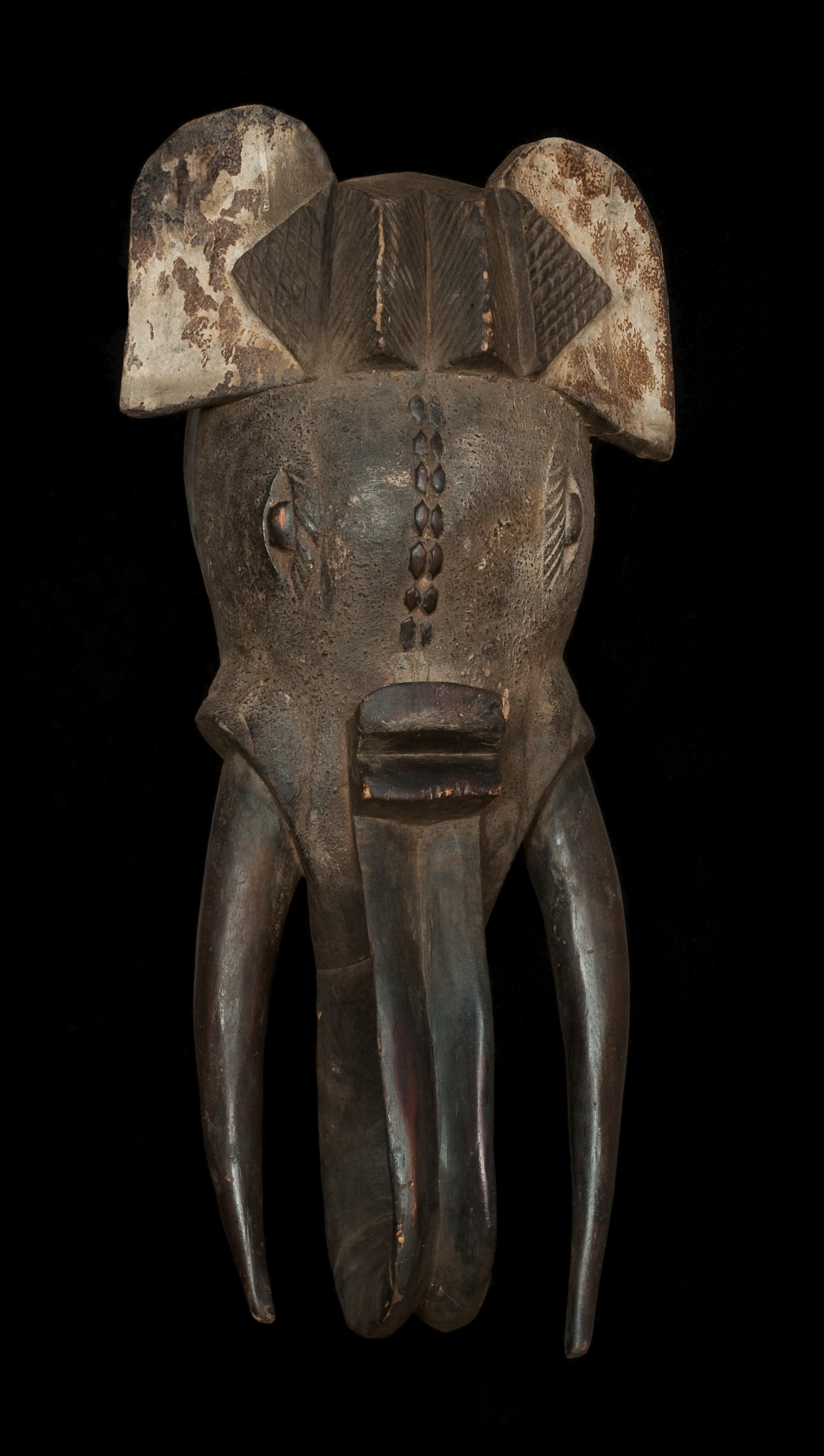
Mask från elfenbenskusten.
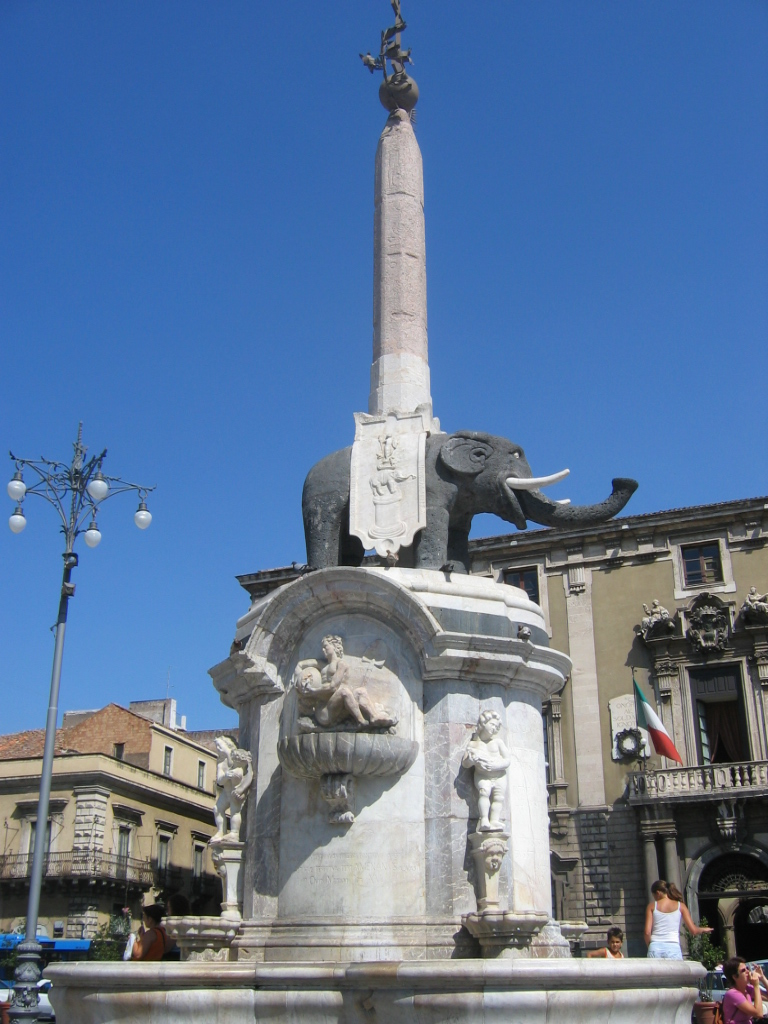
Fontana dell'Elefante, staden Catanias symbol.
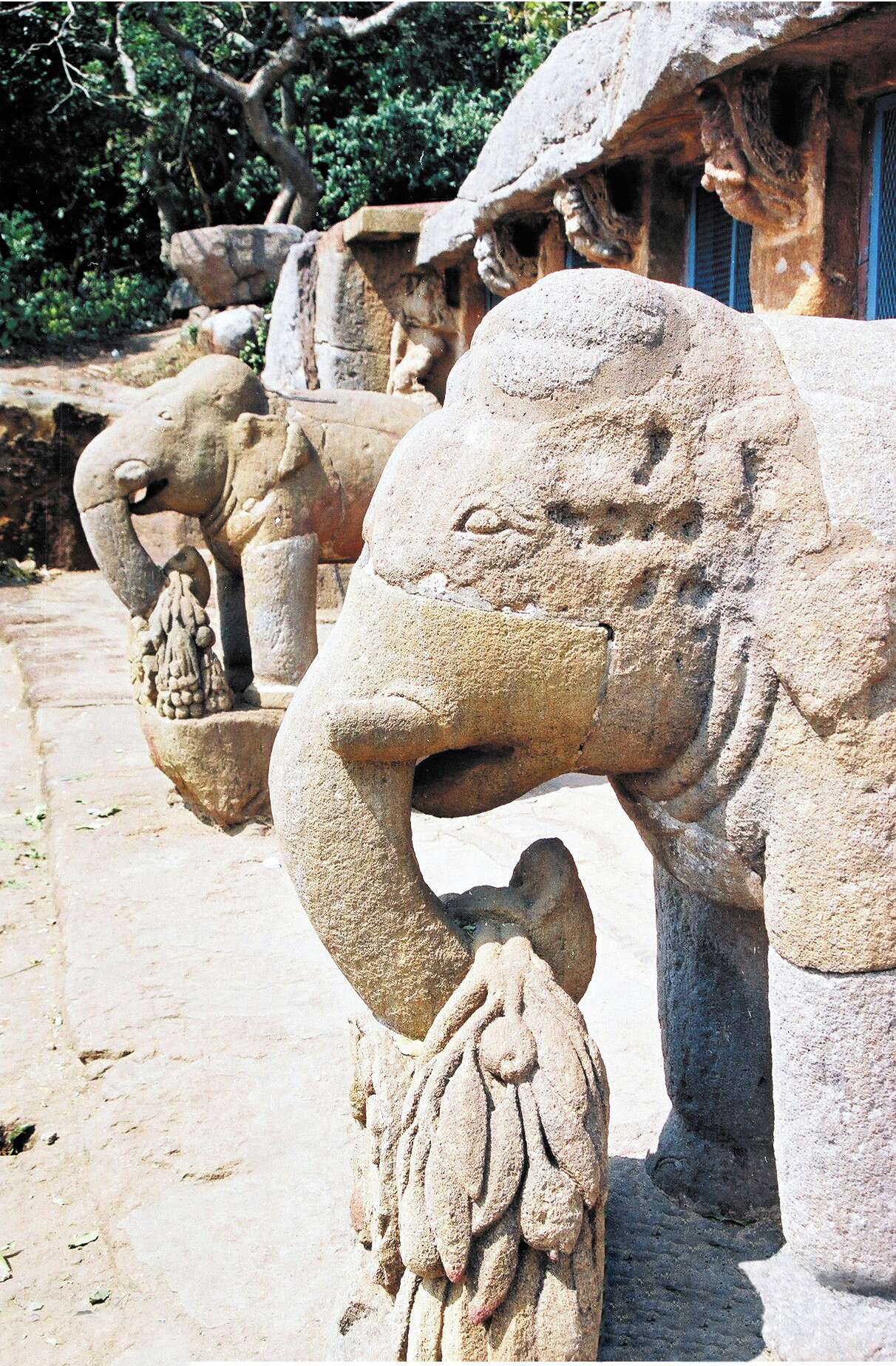
Staty vid buddhisttempel i Odisha i Indien.
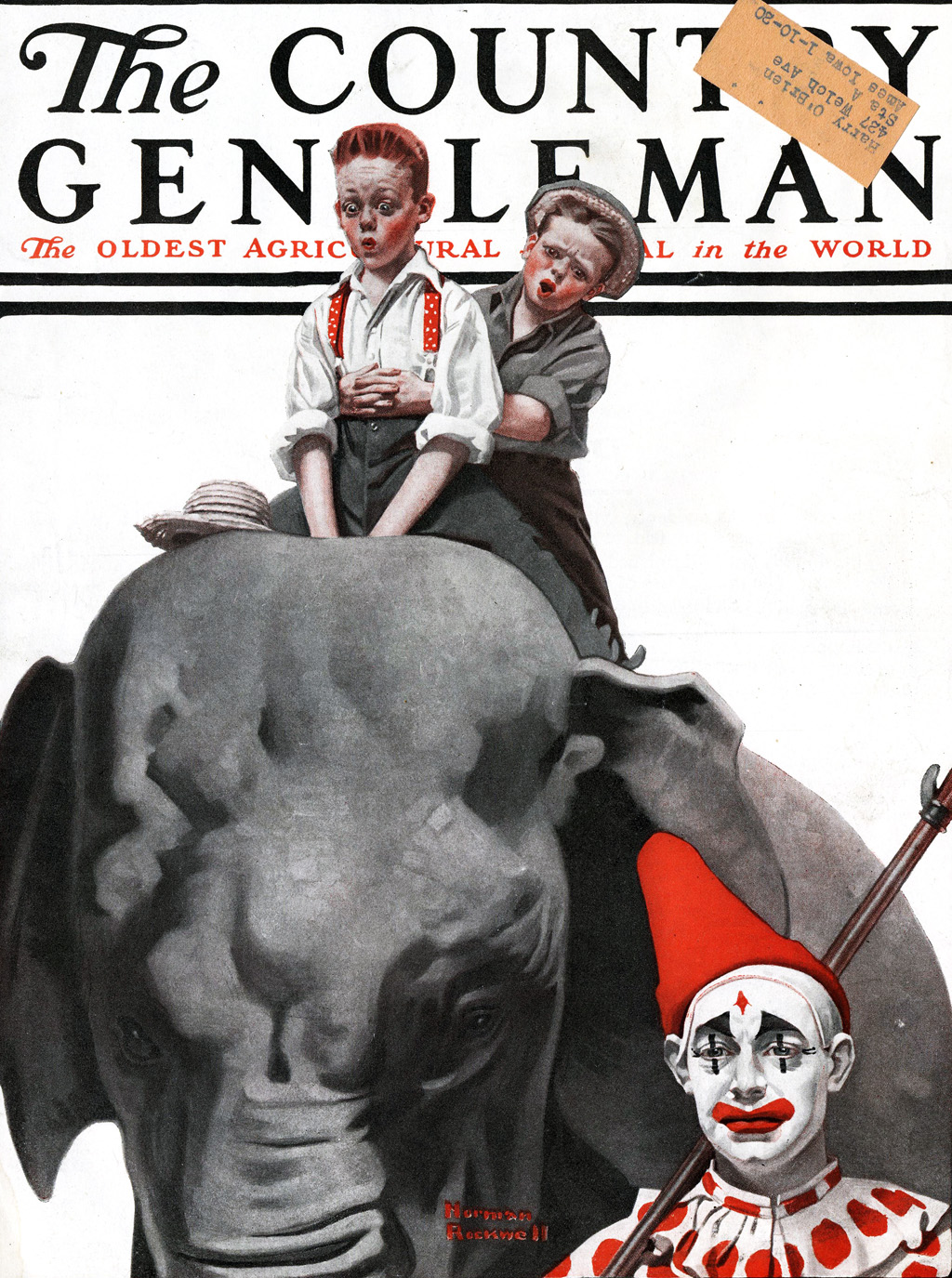
Omslag till Country Gentleman, av Norman Rockwell 1919.

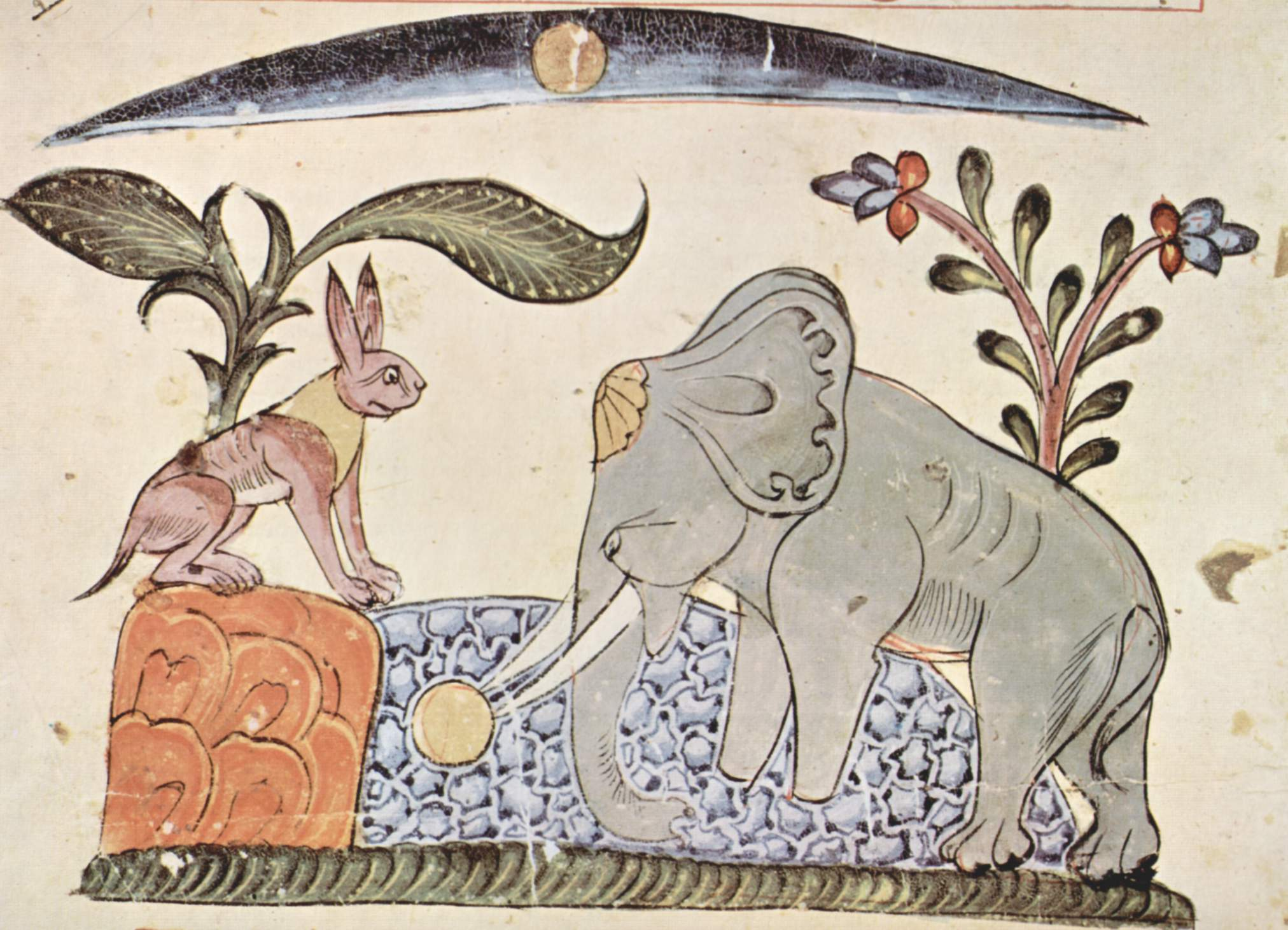
Illumination från 1354 av fabeln om haren som lurade elefanten genom att visa månens reflektion.
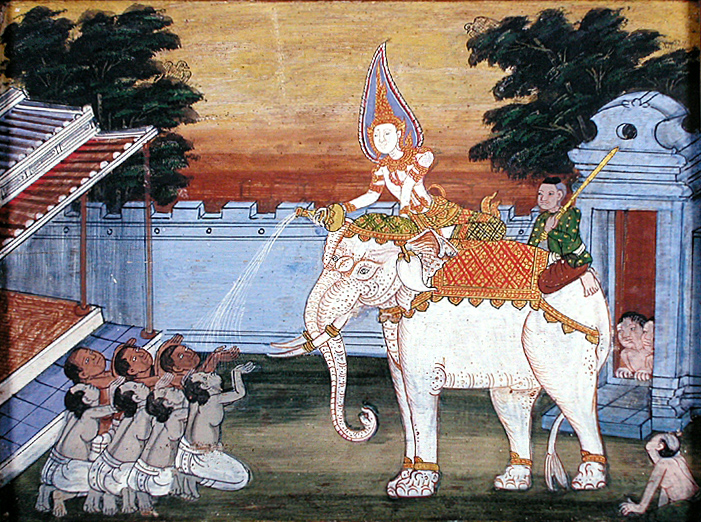
En kunglig vit elefant. Thailändsk målning från 1800-talet.
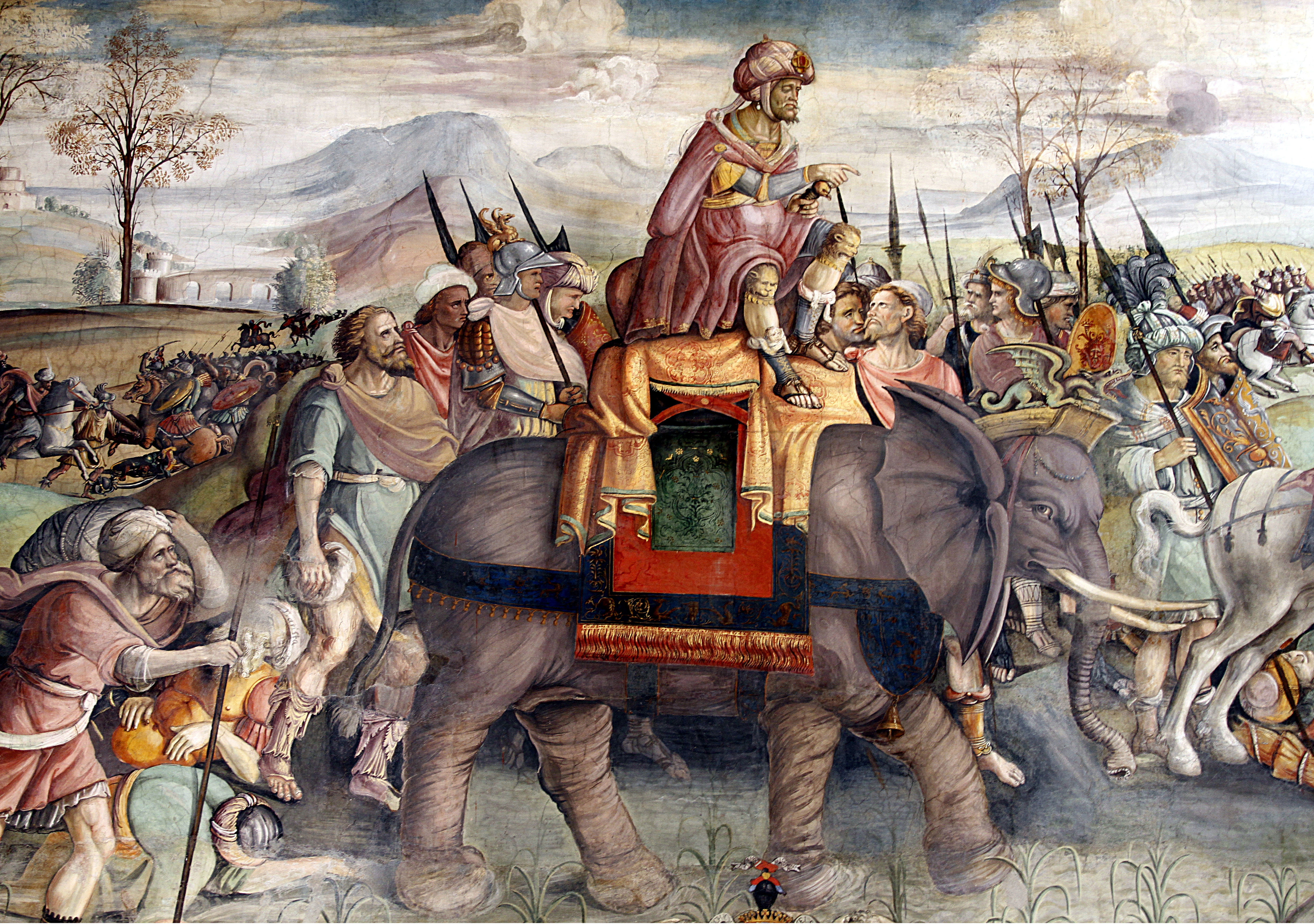
Hannibal korsar aplerna; detalj ur fresk av Jacopo Ripanda, cirka 1510.
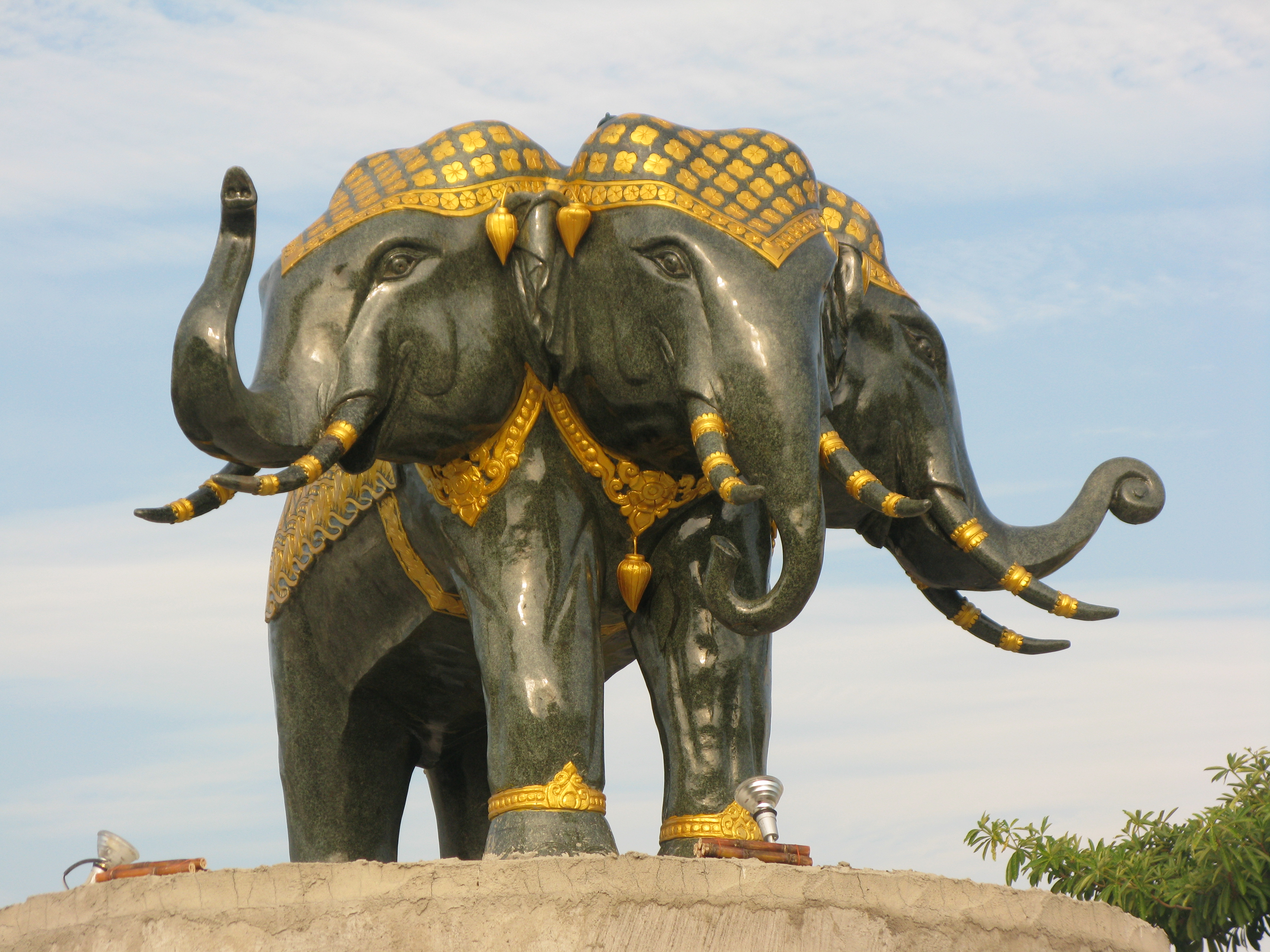
Erawanstaty i Chiang Mai i Thailand.